# Stralsunder HV/Zahlen und Namen
Wichtige Namen und Zahlen, welche die erste Herren-Mannschaft des Stralsunder Handballvereins betreffen und die nur in Listenform dargestellt werden können, können neben dem Text mit der momentanen Software in der Wikipedia nur unzureichend dargestellt werden. Daher wird die Seite Stralsunder HV/Zahlen und Namen genutzt, um im Hauptartikel auf diese Daten hinführen zu können, ohne dass der Artikel selbst dadurch überladen und eine anschauliche Formatierung unmöglich wird.

## Bisherige Platzierungen
| Saison    | Ligazugehörigkeit               | Platz | Sp. | S  | U  | N  | Punkte | Tore      | Anmerkung | Trainer                                             |
| --------- | ------------------------------- | ----- | --- | -- | -- | -- | ------ | --------- | --- | --------------------------------------------------- |
| 1996/1997 | Regionalliga Nordost            | 03.   | 3.  |    |    |    |        |           | - | Henke, Norbert                                      |
| 1997/1998 | Regionalliga Nordost            | 01.   |     |    |    |    |        |           | Aufstieg in die 2. Bundesliga                                                                                     | Henke, Norbert                                      |
| 1998/1999 | 2. Bundesliga, Staffel Nord     | 11.   | 34  | 14 | 03 | 17 | 31:37  | 0703:0758 | | Henke, Norbert                                      |
| 1999/2000 | 2. Bundesliga, Staffel Nord     | 10.   | 32  | 13 | 03 | 16 | 29:35  | 0718:0742 | | Henke, Norbert                                      |
| 2000/2001 | 2. Bundesliga, Staffel Nord     | 09.   | 32  | 14 | 04 | 14 | 32:32  | 0747:0748 | | Henke, Norbert                                      |
| 2001/2002 | 2. Bundesliga, Staffel Nord     | 07.   | 36  | 20 | 0  | 16 | 40:32  | 1013:0951 | | Henke, Norbert                                      |
| 2002/2003 | 2. Bundesliga, Staffel Nord     | 01.   | 34  | 23 | 07 | 04 | 53:15  | 1030:0884 | Direkter Aufstieg in die 1. Bundesliga                                                                            | Henke, Norbert                                      |
| 2003/2004 | 1. Bundesliga                   | 18.   | 34  | 08 | 02 | 24 | 18:50  | 0784:0945 | Abstieg in die 2. Bundesliga                                                                                      | Henke, Norbert                                      |
| 2004/2005 | 2. Bundesliga, Staffel Nord     | 03.   | 34  | 24 | 03 | 07 | 51:17  | 1018:0915 | | Henke, Norbert                                      |
| 2005/2006 | 2. Bundesliga, Staffel Nord     | 07.   | 38  | 19 | 15 | 14 | 43:33  | 1118:1053 | | Schneider, Holger                                   |
| 2006/2007 | 2. Bundesliga, Staffel Nord     | 02.   | 34  | 27 | 02 | 05 | 56:12  | 1083:0927 | Qualifikation zur Relegation verloren                                                                             | Schneider, Holger                                   |
| 2007/2008 | 2. Bundesliga, Staffel Nord     | 01.   | 34  | 27 | 01 | 06 | 55:13  | 1078:0930 | Direkter Aufstieg in die 1. Bundesliga                                                                            | Schneider, Holger                                   |
| 2008/2009 | 1. Bundesliga                   | 17.   | 34  | 02 | 02 | 30 | 06:52  | 0801:1196 | Abstieg, nach Insolvenz in die Oberliga                                                                           | Vaněk, Zdeněk                                       |
| 2009/2010 | Oberliga Mecklenburg-Vorpommern | 01.   | 26  | 25 | 0  | 01 | 50:02  | 0906:0569 | Aufstieg in die 3. Liga                                                                                           | Philippen, Michael und Ganzert, Ulf                 |
| 2010/2011 | 3. Liga, Staffel Nord           | 07.   | 28  | 13 | 03 | 12 | 29:27  | 0790:0812 | Qualifikation zur 3. Liga 2011/2012                                                                               | Philippen, Michael und Ganzert, Ulf                 |
| 2011/2012 | 3. Liga, Staffel Nord           | 10.   | 30  | 12 | 03 | 15 | 21:39  | 0780:0808 | | Schläger, Jörn                                      |
| 2012/2013 | 3. Liga, Staffel Nord           | 15.   | 30  | 07 | 03 | 20 | 17:43  | 0787:0893 | Abstieg in die Oberliga                                                                                           | Schläger, Jörn, Philippen, Michael und Ganzert, Ulf |
| 2013/2014 | Oberliga Ostsee-Spree           | 01.   | 26  | 23 | 01 | 02 | 47:05  | 0845:0642 | Aufstieg in die 3. Liga, Staffel Nord                                                                             | Henke, Norbert                                      |
| 2014/2015 | 3. Liga, Staffel Nord           | 09.   | 30  | 12 | 02 | 16 | 26:34  | 0857:0899 | | Henke, Norbert, Anclais, Danny                      |
| 2015/2016 | 3. Liga, Staffel Nord           | 15.   | 30  | 08 | 01 | 21 | 17:43  | 0721:0837 | Abstieg in die Oberliga                                                                                           | Anclais, Danny                                      |
| 2016/2017 | Oberliga Ostsee-Spree           | 02.   | 26  | 21 | 0  | 05 | 42:10  | 0677:0572 | | Dau, Markus                                         |
| 2017/2018 | Oberliga Ostsee-Spree           | 02.   | 26  | 19 | 01 | 06 | 39:13  | 0753:0628 | | Dau, Markus                                         |
| 2018/2019 | Oberliga Ostsee-Spree           | 01.   | 26  | 23 | 02 | 01 | 48:04  | 0769:0567 | kein Aufstieg nach Relegationsspielen                                                                             | Fischer, Steffen                                    |
| 2019/2020 | Oberliga Ostsee-Spree           | 01.   | 20  | 18 | 01 | 01 | 37:03  | 0636:0436 | Nach Abbruch der Saison aufgrund der COVID-19-Pandemie zum Meister erklärt, Aufstieg in die 3. Liga, Staffel Nord | Fischer, Steffen                                    |
| 2020/2021 | 3. Liga, Staffel Nord           | 0-    | 05  | 01 | 0  | 04 | 02:08  | 0147:0168 | Saison wurde aufgrund der COVID-19-Pandemie abgebrochen, die Spiele annulliert                                    | Fischer, Steffen                                    |
| 2021/2022 | 3. Liga, Staffel A              | 06.   | 20  | 09 | 02 | 09 | 20:20  | 0568:0555 | Klassenerhalt | Fischer, Steffen                                    |
| 2022/2023 | 3. Liga, Staffel Nord           | 03.   | 24  | 15 | 03 | 06 | 33:15  | 0739:0681 | Klassenerhalt, Teilnahme an der Pokalrunde                                                                        | Fischer, Steffen                                    |
| 2023/2024 | 3. Liga, Staffel Nord-Ost       | 09.   | 30  | 13 | 04 | 13 | 30:30  | 0879:0879 | Klassenerhalt | Fischer, Steffen                                    |
| 2024/2025 | 3. Liga, Staffel Nord-Ost       | 06.   | 30  | 13 | 05 | 12 | 31:29  | 0926:0896 | Klassenerhalt | Krause, Silvio                                      |
| 2025/2026 | 3. Liga                         |       |     |    |    |    |        |           | |                                                     |

## Ligazugehörigkeit, Platzierung, Spieler und Trainer in den Spielzeiten

### Saison 1996/1997
In der Saison 1996/1997 der Regionalliga Nordost belegte der SHV den 3. Platz.

### Saison 1997/1998
In der Saison 1997/1998 der Regionalliga Nordost belegte der SHV den 1. Platz und stieg damit direkt in die 2. Bundesliga, Staffel Nord auf.

### Saison 1998/1999
In der Saison 1998/1999 der 2. Bundesliga, Staffel Nord belegte der SHV den 11. Platz.
Von 34 Spielen wurden vom Aufsteiger SHV 14 gewonnen, drei Mal trennte man sich unentschieden vom Gegner. 17 Partien gingen verloren. Den 703 Toren des SHV standen 758 gegnerische Torerfolge gegenüber.

### Saison 1999/2000
In der Saison 1999/2000 der 2. Bundesliga, Staffel Nord belegte der SHV den 10. Platz.
Von den 32 Spielen gewann der SHV 13, spielte dreimal unentschieden und verlor 16 Partien. Den 718 erzielten Toren standen 742 gegnerische Tore gegenüber.

### Saison 2000/2001
In der Saison 2000/2001 der 2. Bundesliga, Staffel Nord belegte der SHV den 9. Platz.
Von 32 Spielen gewann der SHV 14. Vier Spiele endeten unentschieden, 14 wurden verloren. 747 erzielten Toren standen 748 gegnerische Torerfolge gegenüber.

### Saison 2001/2002
In der Saison 2001/02 der 2. Bundesliga, Staffel Nord belegte der SHV den 7. Platz.
Von 36 Spielen gewann der SHV 20 und verlor 16. Dabei wurden 1013 Tore geworfen und 951 Tore kassiert.

### Saison 2002/2003
In der Saison 2002/03 der 2. Bundesliga, Staffel Nord belegte der SHV den 1. Platz und stieg damit erstmals in seiner Geschichte in die 1. Bundesliga auf.
Von 34 Spielen hatte der SHV 23 gewonnen, sieben endeten unentschieden, und vier wurden verloren. Die Spieler des SHV erzielten 1030 Tore und kassierten 884.

### Saison 2003/2004
In der Saison 2003/04 der Handball-Bundesliga belegte der SHV den 18. Platz, was den direkten Abstieg in die 2. Bundesliga, Staffel Nord bedeutete. Trainer war Norbert Henke.
Von 34 Spielen gewann die Mannschaft acht, spielte zweimal unentschieden und verlor 24 Begegnungen. 784 erzielten Toren standen 945 gegnerische Tore gegenüber. Mit den erreichten 18 Punkten stand die Mannschaft punktgleich mit dem 17. und 16. der Saison, die schlechteste Tordifferenz (-161) entschied zuungunsten der Stralsunder.
| Name                  | Nationalität | Position                   | Anmerkungen                              |
| --------------------- | ------------ | -------------------------- | ---------------------------------------- |
| Lewschin, Igor        | Russland     | Tor                        |                                          |
| Ney, Enrico           | Deutschland  | Tor                        |                                          |
| Ianoș, Liviu          | Rumänien     | Tor                        |                                          |
| Hladký, Richard       | Tschechien   | Rückraum                   | ab 15. Januar 2004 beim Stralsunder HV   |
| Mogensen, Tino        | Dänemark     | Rückraum links             |                                          |
| Skerka, Tobias        | Deutschland  | Rückraum links             |                                          |
| Prokopec, Pavel       | Tschechien   | Rückraum links             | ab 15. Januar 2004 beim Stralsunder HV   |
| Kibat, Nico           | Deutschland  | Rückraum Mitte             |                                          |
| Vaněk, Zdeněk         | Tschechien   | Rückraum Mitte             |                                          |
| Eiberg Jørgensen, Jan | Dänemark     | Rückraum rechts            | ab 24. Oktober 2003 beim Stralsunder HV  |
| Latchimy, Bernard     | Frankreich   | Rückraum rechts            | ab 3. September 2003 beim Stralsunder HV |
| Luca, Florin          | Rumänien     | Rückraum rechts            |                                          |
| Genz, André           | Deutschland  | Rückraum rechts            |                                          |
| Michalewicz, Jörg     | Deutschland  | Linksaußen                 | ab 15. Januar 2004 beim HSV Usedom       |
| Liesche, Ronny        | Deutschland  | Linksaußen                 |                                          |
| Farkaš, Tomislav      | Kroatien     | Linksaußen, Rückraum links |                                          |
| Ganschow, Karsten     | Deutschland  | Rechtsaußen                |                                          |
| Hoffmann, Martin      | Deutschland  | Rechtsaußen                |                                          |
| Anclais, Danny        | Deutschland  | Rechtsaußen                |                                          |
| Dau, Markus           | Deutschland  | Kreis                      |                                          |
| Strauch, Stefan       | Deutschland  | Kreis                      |                                          |
| Strack, Stefan        | Deutschland  | Kreis                      |                                          |

Zugänge: Stefan Strauch (HC Empor Rostock), Stefan Strack (SV Post Schwerin), Jörg Michalewicz (HSV Blau Weiß Insel Usedom), Ronny Liesche (SC Magdeburg), Tomislav Farkaš (RK Zagreb), Richard Hladký (Allrisk Prag), Pavel Prokopec (Baník Karviná), Zdeněk Vaněk (TuS N-Lübbecke), Jan Eiberg Jørgensen (Karriereende), Bernard Latchimy (SC Meran), Florin Luca (Fibrexnylon Săvineșt), Liviu Ianoș (Fibrexnylon Săvineșt)
Abgänge vor der Saison: Benny Lindt, Titel Răduță, Krisztián Szép Kis, Ivo Töllner
Abgänge während der Saison: Jörg Michalewicz (HSV Blau-Weiß Insel Usedom)

### Saison 2004/2005
In der Saison 2004/05 der 2. Bundesliga, Staffel Nord belegte der SHV den 3. Platz.
In 34 Spielen gewann der SHV 24 Mal, spielte drei Mal unentschieden und verlor sieben Begegnungen. 1018 Tore wurden erzielt, und 915 Tore kassiert.

### Saison 2005/2006
In der Saison 2005/06 der 2. Bundesliga, Staffel Nord belegte der SHV mit Trainer Holger Schneider (Deutschland) den 7. Platz. Von 38 Spielen wurden 19 gewonnen, 15 gingen unentschieden aus und 14 wurden verloren. 1118 erzielten Toren standen 1053 Tore gegen Stralsund gegenüber.
Im DHB-Pokal 2006 gewann der SHV in der ersten Runde beim VfL Viktoria Mennighüffen mit 34:19 (18:11). In der zweiten Runde schieden die Stralsunder zu Hause gegen den HSV Hamburg nach einem 21:30 (10:14) aus.
| Name                | Nationalität | Position        | Anmerkungen                                   |
| ------------------- | ------------ | --------------- | --------------------------------------------- |
| Lewschin, Igor      | Russland     | Tor             | 34 Spiele                                     |
| Kümmel, Olaf        | Deutschland  | Tor             | 21 Spiele                                     |
| Ianoș, Liviu        | Rumänien     | Tor             | 18 Spiele                                     |
| Jahns, Michael      | Deutschland  | Rückraum links  | 38 Spiele, dabei 207 Tore (46 Siebenmeter)    |
| Effenberger, Marcel | Deutschland  | Rückraum links  | ab 9. November 2005, 28 Spiele, dabei 56 Tore |
| Berka, Milan        | Tschechien   | Rückraum Mitte  | 28 Spiele, dabei 109 Tore (6 Siebenmeter)     |
| Demovič, Stanislav  | Slowakei     | Rückraum rechts | 5 Spiele, dabei 23 Tore                       |
| Strack, Stefan      | Deutschland  | Kreis           | 37 Spiele, dabei 112 Tore                     |
| Köhler, Michael     | Deutschland  | Außen rechts    | 27 Spiele, dabei 27 Tore                      |
| Wahl, Frank         | Deutschland  | Außen links     | 28 Spiele, dabei 96 Tore (12 Siebenmeter)     |
| Anclais, Danny      | Deutschland  | Außen rechts    | 38 Spiele, dabei 184 Tore (33 Siebenmeter)    |
| Pistolesi, Anthony  | Frankreich   | Rückraum rechts | 35 Spiele, dabei 62 Tore (5 Siebenmeter)      |
| Ehlers, Torben      | Deutschland  | Rückraum rechts | 22 Spiele, dabei 40 Tore                      |
| Seegert, Olaf       | Deutschland  | Rückraum rechts | 2 Spiele, dabei 1 Tor                         |
| Farkaš, Tomislav    | Kroatien     | Außen links     | 0 Spiele                                      |
| Brůna, Michal       | Tschechien   | Kreis           | 38 Spiele, dabei 179 Tore (21 Siebenmeter)    |
| Vetter, Christoph   | Deutschland  | Außen links     | 4 Spiele, dabei 1 Tor                         |
| Müller, Johannes    | Deutschland  | Außen links     | 10 Spiele, dabei 7 Tore                       |

Zugänge: Tomislav Farkaš (ASA Tel Aviv), Anthony Pistolesi (Dessauer HV), Marcel Effenberger (HC Empor Rostock, ab 9. November 2005)
Abgänge vor der Saison: Stefan Strauch (HC Empor Rostock), Jörn Schläger (Wacker Thun), Aliaksandr Shamkuts (TV Hüttenberg)

### Saison 2006/2007
In der Saison 2006/07 der 2. Bundesliga, Staffel Nord belegte der von Holger Schneider (Deutschland) trainierte Stralsunder HV den 2. Platz.
Von 34 Spielen hatte der SHV 27 gewonnen. Zwei Spiele gingen unentschieden aus, und fünf Spiele verlor der Verein aus Stralsund. 1083 erzielten Toren standen 927 gegnerische Torerfolge gegenüber.
Die Qualifikationsspiele zur Relegation bestritt der SHV gegen den Zweiten der Staffel Süd, TSV Dormagen. Nach einem 31:31 in Dormagen verlor der SHV mit 27:30 in Stralsund, und verblieb somit in der 2. Bundesliga, Staffel Nord.
Im DHB-Pokal 2006/07 gewann der SHV in der ersten Runde beim SC Irxleben mit 41:15 (19:8). In der zweiten Runde musste der Verein nicht antreten, er war für die dritte Runde qualifiziert. Der Gegner dort, die TSG Groß-Bieberau, verzichtete auf die Austragung des Spiels. Im Achtelfinale verlor der SHV zu Hause gegen TBV Lemgo mit 31:35 (17:17).
| Name                 | Nationalität | Position        | Anmerkungen |
| -------------------- | ------------ | --------------- | ----------- |
| Lewschin, Igor       | Russland     | Tor             | ...         |
| Kümmel, Olaf         | Deutschland  | Tor             | ...         |
| Ianoș, Liviu         | Rumänien     | Tor             | ...         |
| Präkels, Sven        | Deutschland  | Rückraum links  | ...         |
| Effenberger, Marcel  | Deutschland  | Rückraum links  | ...         |
| Berka, Milan         | Tschechien   | Rückraum Mitte  | ...         |
| Samaras, Nikolaos    | Griechenland | Außen rechts    | ...         |
| Strack, Stefan       | Deutschland  | Kreis           | ...         |
| Köhler, Michael      | Deutschland  | Außen rechts    | ...         |
| Ninčević, Ivan       | Kroatien     | Außen links     | ...         |
| Anclais, Danny       | Deutschland  | Außen rechts    | ...         |
| Göde, Rico           | Deutschland  | Kreis           | ...         |
| Ehlers, Torben       | Deutschland  | Rückraum rechts | ...         |
| Efstathiadis, Marios | Griechenland | Rückraum links  | ...         |
| Farkaš, Tomislav     | Kroatien     | Außen links     | ...         |
| Brůna, Michal        | Tschechien   | Kreis           | ...         |
| Vetter, Christoph    | Deutschland  | Außen links     | ...         |
| Müller, Johannes     | Deutschland  | Außen links     | ...         |

Zugänge: Ivan Ninčević (HSG Niestetal-Staufenberg), Marios Efstathiadis (HC Athaninaikos Athen), Nikolaos Samaras (Panellinios Athen), Sven Präkels (HC Empor Rostock), Rico Göde (1. SV Concordia Delitzsch)
Abgänge vor der Saison: Frank Wahl (HSV Peenetal Loitz), Anthony Pistolesi (TV 08 Willstätt-Ortenau), Michael Jahns (Club Balonmano Antequera), Stanislav Demovič (BM Alcobendas)

### Saison 2007/2008

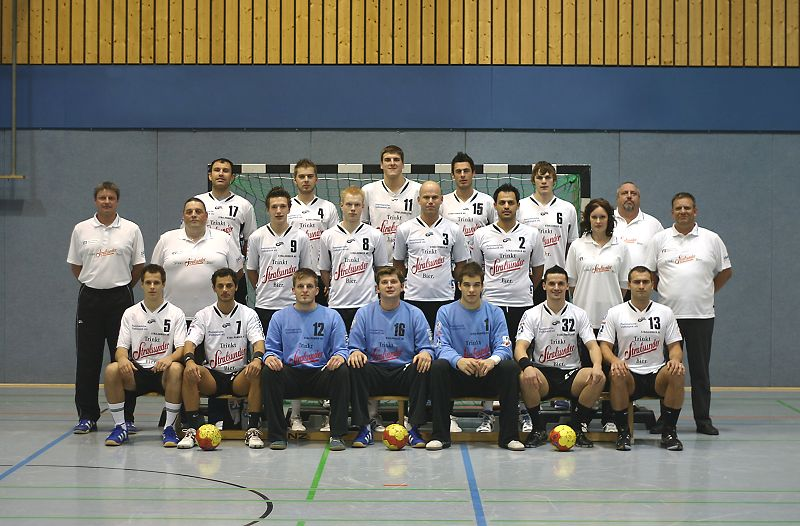
Saison 2007/2008

In der Saison 2007/08 der 2. Bundesliga, Staffel Nord belegte der SHV unter Trainer Holger Schneider (Deutschland) den 1. Platz und stieg damit zum zweiten Mal in seiner Geschichte in die 1. Bundesliga auf.
Von 34 Spielen wurden 27 gewonnen. Ein Spiel endete unentschieden, und sechs Spiele wurden verloren. 1078 erzielten Toren standen 930 gegnerische Tore gegenüber.
Im DHB-Pokal 2007/08 gewann der SHV in der ersten Runde bei Eintracht Hildesheim mit 35:34 nach Verlängerung (29:29, 14:13). In der zweiten Runde schied der Verein zu Hause gegen die SG Flensburg-Handewitt nach einem 32:35 (17:14) aus.
| Name                      | Nationalität | Position        | Anmerkungen |
| ------------------------- | ------------ | --------------- | ----------- |
| Lewschin, Igor            | Russland     | Tor             | ...         |
| Herold, Simon             | Deutschland  | Tor             | ...         |
| Herholc, Felix            | Deutschland  | Tor             | ...         |
| Präkels, Sven             | Deutschland  | Rückraum links  | ...         |
| Schwerin, Christian       | Deutschland  | Rückraum links  | ...         |
| Berka, Milan              | Tschechien   | Rückraum Mitte  | ...         |
| Samaras, Nikolaos         | Griechenland | Außen rechts    | ...         |
| Gudz, Mirosław            | Polen        | Kreis           | ...         |
| Hinz, Benjamin            | Deutschland  | Außen links     | ...         |
| Ninčević, Ivan            | Kroatien     | Außen links     | ...         |
| Brandt, Martin            | Deutschland  | Außen links     | ...         |
| Göde, Rico                | Deutschland  | Kreis           | ...         |
| Ehlers, Torben            | Deutschland  | Rückraum rechts | ...         |
| Efstathiadis, Marios      | Griechenland | Rückraum links  | ...         |
| Chantziaras, Konstantinos | Griechenland | Rückraum rechts | ...         |
| Brůna, Michal             | Tschechien   | Kreis           | ...         |

Zugänge: Felix Herholc (1. VfL Potsdam), Mirosław Gudz (Diomidis Argous), Konstantinos Chantziaras (Grasshoppers Zürich), Martin Brandt (eigene Jugend), Christian Schwerin (eigene Jugend) und Benjamin Hinz (eigene Jugend)
Abgänge vor der Saison: Liviu Ianos (SG Leutershausen), Michael Köhler (TSV Hannover-Burgdorf), Tomislav Farkas (Laufbahnende), Stefan Strack (Doberaner SV), Johannes Müller (SV 63 Brandenburg-West), Olaf Kümmel (unbekannt), Marcel Effenberger (HSG Peenetal Loitz), Danny Anclais (TuS Nettelstedt-Lübbecke), Christoph Vetter (unbekannt)

### Saison 2008/2009

Saison 2008/2009

In der Saison 2008/09 der Handball-Bundesliga belegte der von Zdeněk Vaněk (Tschechien) trainierte SHV den 17. Platz, was den direkten Abstieg in die 2. Bundesliga, Staffel Nord bedeutete.
Von 34 Spielen wurden zwei gewonnen. Zwei Mal spielte der SHV unentschieden, 30 Partien wurden verloren. Den 801 erzielten Toren standen 1196 gegnerische Torerfolge gegenüber. Die beiden Siege wurden zu Hause mit 29:27 gegen HBW Balingen-Weilstetten und auswärts mit 32:21 gegen TUSEM Essen errungen. Die höchsten Niederlagen zu Hause waren mit je 21 Toren Differenz die Spiele gegen THW Kiel (22:43, in Neubrandenburg) und die SG Flensburg-Handewitt (22:43). Die höchste Auswärtsniederlage war das 16:43 am letzten Spieltag beim HSV Hamburg.
Im DHB-Pokal 2008/09 gewann der SHV sein erstes Spiel in der zweiten Runde beim TV Emsdetten mit 30:29 und verlor in der nächsten Runde beim THW Kiel mit 25:38.
Bei der Vergabe der Lizenz wurden dem Verein durch die HBL Auflagen erteilt, die er nicht fristgerecht erfüllen konnte. Daraufhin verweigerte die HBL am 7. Juni 2009 dem Stralsunder HV die Lizenz für die 1. und 2. Bundesliga. Die Klage des Stralsunder HV vor dem Schiedsgericht der Handball-Bundesliga wurde am 23. Juni 2009 abgewiesen.
| Name                      | Nationalität | Position        | Anmerkungen |
| ------------------------- | ------------ | --------------- | --- |
| Lewschin, Igor            | Russland     | Tor             | Igor Wiktorowitsch Lewschin zeigte in 30 Spielen 230 Paraden. Er erzielte ein Tor. Rückennummer 91.                                                                |
| Tsilimparis, Konstantinos | Griechenland | Tor             | Konstantinos Tsilimparis zeigte in 24 Spielen 144 Paraden. Rückennummer 1.                                                                                         |
| Herholc, Felix            | Deutschland  | Tor             | Felix Herholc zeigte in 15 Spielen 43 Paraden. Er erzielte ein Tor. Rückennummer 12.                                                                               |
| Präkels, Sven             | Deutschland  | Rückraum links  | In 33 Spielen erzielte Sven Präkels 32 Tore (davon ein Siebenmeter).Rückennummer 15.                                                                               |
| Schwerin, Christian       | Deutschland  | Rückraum links  | In 25 Spielen erzielte Christian Schwerin 35 Tore (davon zwei Siebenmeter).Rückennummer 18.                                                                        |
| Berka, Milan              | Tschechien   | Rückraum Mitte  | In 24 Spielen erzielte Milan Berka 94 Tore (davon vier Siebenmeter). Rückennummer 13.                                                                              |
| Samaras, Nikolaos         | Griechenland | Außen rechts    | In 31 Spielen erzielte Nikolaos Samaras 99 Tore. Rückennummer 7.                                                                                                   |
| Gudz, Mirosław            | Polen        | Kreis           | In 26 Spielen erzielte Mirosław Gudz 42 Tore. Er erhielt 62 Minuten Zeitstrafen und vier Rote Karten. Rückennummer 17.                                             |
| Hinz, Benjamin            | Deutschland  | Außen links     | In 25 Spielen erzielte Benjamin Hintz 4 Tore (davon ein Siebenmeter).Rückennummer 9.                                                                               |
| Ninčević, Ivan            | Kroatien     | Außen links     | In 33 Spielen erzielte Ivan Ninčević 200 Tore (davon 74 Siebenmeter). Er belegt damit Platz vier der Torwerferliste der Bundesliga. Rückennummer 32.               |
| Brandt, Martin            | Deutschland  | Außen links     | In 32 Spielen erzielte Martin Brandt 40 Tore (davon acht Siebenmeter).Rückennummer 5.                                                                              |
| Lībergs, Mārtiņs          | Litauen      | Rückraum links  | In 24 Spielen erzielte Mārtiņs Lībergs 63 Tore.Rückennummer 10. |
| Hruby, Petr               | Tschechien   | Kreis           | In acht Spielen erzielte Petr Hrubý 24 Tore.War lange Zeit verletzt. Rückennummer 22.                                                                              |
| Hoffmann, Eric            | Deutschland  | Außen rechts    | In 14 Spielen erzielte Eric Hoffmann sieben Tore.Rückennummer 6.                                                                                                   |
| Schwarz, Christian        | Deutschland  | Kreis           | In 19 Spielen erzielte Christian Schwarz 13 Tore.Rückennummer 4.                                                                                                   |
| Chantziaras, Konstantinos | Griechenland | Rückraum rechts | Ging im November 2008 zum TSV Dormagen. |
| Brůna, Michal             | Tschechien   | Kreis           | In 16 Spielen erzielte Michal Brůna 64 Tore (davon acht Siebenmeter). Rückennummer 3. Im Januar 2009 zu den Füchsen Berlin ausgeliehen.                            |
| Ney, Sylvio               | Deutschland  | Kreis           | Ney spielt in der zweiten Mannschaft, wurde aber ab Februar 2009 auch in der ersten eingesetzt. In 12 Spielen erzielte Sylvio Ney 22 Tore (davon ein Siebenmeter). |

Zugänge vor der Saison: Konstantinos Tsilimparis (von Algeciras BM), Martins Libergs (vom Dessau-Roßlauer HV), Petr Hrubý (vom MT Melsungen), Eric Hoffmann (SC Magdeburg Gladiators), Christian Schwarz (HC Empor Rostock)
Abgänge vor der Saison: Rico Göde (Füchse Berlin), Torben Ehlers, Simon Herold (beide zum MT Melsungen), Marios Efstathiadis (SPE Strovolos)

### Saison 2009/2010

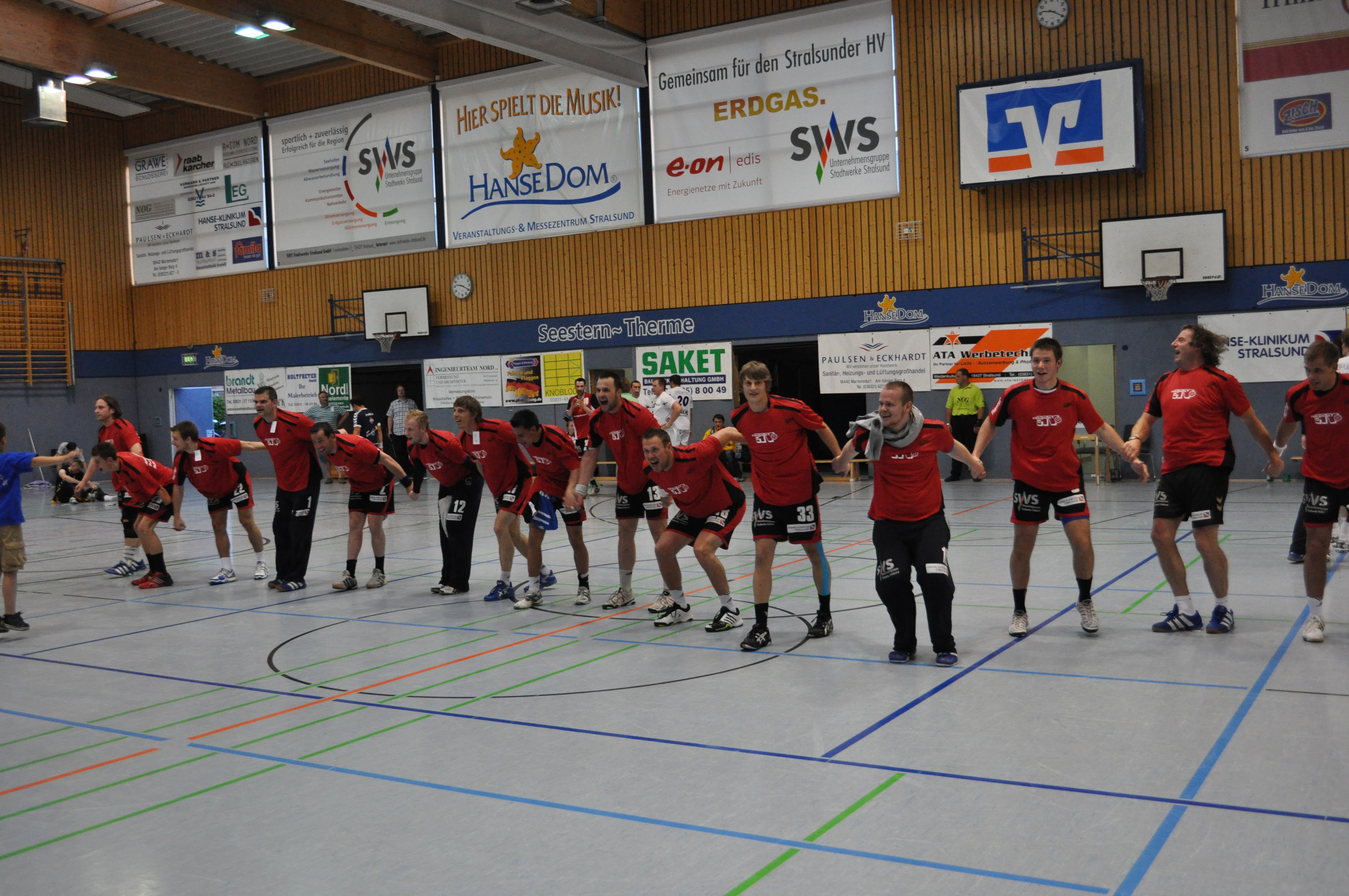
Die Mannschaft bei der Aufstiegsfeier am 5. Juni 2010

In der Saison 2009/2010 spielt der Stralsunder HV nach dem Entzug der Lizenz und der Insolvenz der Betreibergesellschaft der Profi-Mannschaft in der Oberliga Mecklenburg-Vorpommern. Der Titel des Landesmeisters von Mecklenburg-Vorpommern wurde am 21. März 2010 am 23. Spieltag vorzeitig errungen; damit war der SHV für die Relegation zur neu zu bildenden 3. Liga gegen den Sieger der Oberliga Berlin-Brandenburg qualifiziert. Gegen den HC Neuruppin gelang am 30. Mai 2010 ein 28:27-Auswärtssieg, das Rückspiel am 5. Juni 2010 in Stralsund gewann der SHV mit 29:26 und stand damit als Aufsteiger fest.
Im DHB-Pokal 2009/10 spielte der SHV in der ersten Runde beim Barmstedter MTV, in der zweiten Runde schied die Mannschaft beim SV Oebisfelde 1895 nach Verlängerung aus. Im Handballpokal Mecklenburg-Vorpommern erreichte das Team das Final Four, die Endrunde der letzten vier Mannschaften, welche der Verein am 2. Mai 2010 klar gewann und sich damit nach der Meisterschaft auch den Pokal des Handballverbandes Mecklenburg-Vorpommern sicherte.
Seine Heimspiele trug der Verein in der Diesterweg-Sporthalle aus, das letzte Heimspiel in der aus den Spielen in der Bundesliga vertrauten Vogelsanghalle Stralsund vor 800 Zuschauern, ebenso das Rückspiel um die Startberechtigung in der 3. Liga in der ausverkauften Halle.
Zugänge vor der Saison: Benny Lindt, Markus Dau
Zugänge während der Saison: Karsten Ganschow
Abgänge vor der Saison: Igor Wiktorowitsch Lewschin (SV Post Schwerin), Konstantinos Tsilimparis, Nikolaos Samaras, Mirosław Gudz (HC Empor Rostock), Ivan Ninčević, Mārtiņs Lībergs (Arkatron Minsk), Petr Hrubý, Michal Brůna, Christian Schwerin (U23-HSV Hamburg), Felix Herholc,  Silvio Ney (Peenetal Loitz).
Trainer: Michael Philippen und Ulf Ganzert

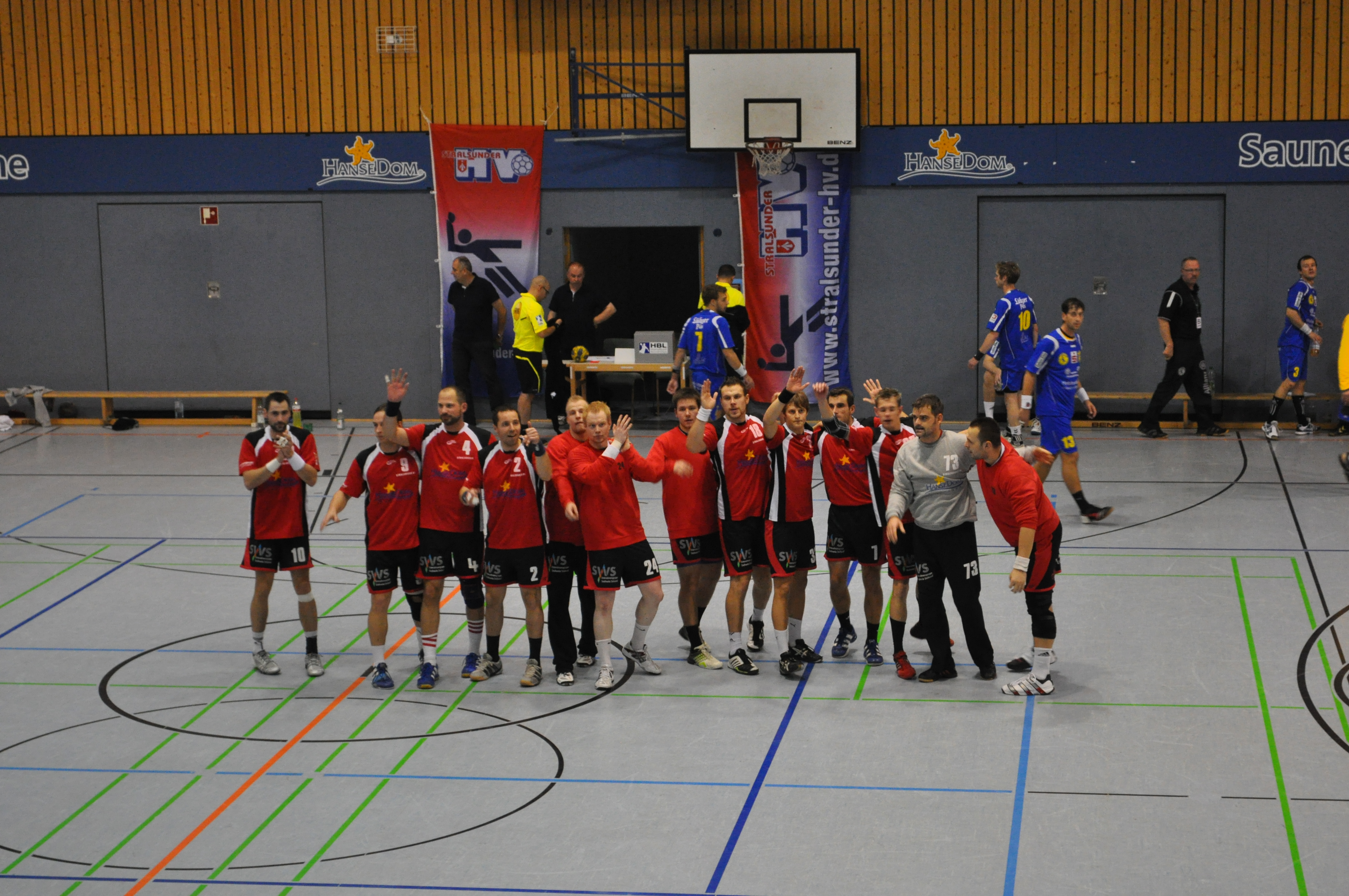
Die Mannschaft des Stralsunder HV vor einem Spiel, Oktober 2010

| Name             | Nationalität | Position        | Anmerkungen    |
| ---------------- | ------------ | --------------- | -------------- |
| Tom Korth        | Deutschland  | Torwart         |                |
| Enrico Ney       | Deutschland  | Torwart         |                |
| Philipp Groth    | Deutschland  | Torwart         |                |
| Martin Brandt    | Deutschland  | Rückraum Mitte  |                |
| Tim Schieschang  | Deutschland  | Rückraum Mitte  |                |
| Tom Härtel       | Deutschland  | Außen links     |                |
| Christoph Vetter | Deutschland  | Außen links     |                |
| Erik Eggebrecht  | Deutschland  | Außen links     |                |
| Thomas Kaplanski | Deutschland  | Rückraum rechts |                |
| Michael Schmidt  | Deutschland  | Kreis           |                |
| Sven Schannak    | Deutschland  | Außen rechts    |                |
| Malte Herrmann   | Deutschland  | Außen rechts    |                |
| Markus Dau       | Deutschland  | Kreis           |                |
| Benny Lindt      | Deutschland  | Rückraum Links  |                |
| Daniel Manske    | Deutschland  | Rückraum Links  |                |
| Eric Hoffmann    | Deutschland  | Außen rechts    |                |
| Karsten Ganschow | Deutschland  | Rückraum links  | ab Januar 2010 |

### Saison 2010/2011
In der Saison 2010/2011 spielt der Stralsunder HV in der 3. Liga. Die Heimspiele trägt die Mannschaft in der Vogelsanghalle Stralsund aus.
Im Handballpokal Mecklenburg-Vorpommern erreichte das Team das Final Four, die Endrunde der letzten vier Mannschaften, welche der Verein am 17. April 2011 im Schlussspiel gegen HSV Peenetal Loitz mit 30:21 (16:9) gewann und sich damit wie schon im Vorjahr den Pokal des Handballverbandes Mecklenburg-Vorpommern sicherte.
Zugänge vor der Saison: Christian Schwerin, Ivo Töllner.
Abgänge vor der Saison: Christoph Vetter, Sven Schannak, Daniel Manske, Thomas Kaplanski.
Zugänge während der Saison: Philipp Klaus, Michael Köhler, Mārtiņs Lībergs
Trainer: Michael Philippen und Ulf Ganzert.
| Name               | Nationalität | Position               | Anmerkungen                                                |
| ------------------ | ------------ | ---------------------- | ---------------------------------------------------------- |
| Tom Korth          | Deutschland  | Torwart                | 27 Einsätze, keine Tore                                    |
| Enrico Ney         | Deutschland  | Torwart                | 23 Einsätze, keine Tore                                    |
| Philipp Groth      | Deutschland  | Torwart                | 3 Einsätze, keine Tore                                     |
| Martin Brandt      | Deutschland  | Rückraum Mitte         | 21 Einsätze, 51 Tore, davon 2 Siebenmeter                  |
| Tim Schieschang    | Deutschland  | Rückraum Mitte         | 15 Einsätze, 8 Tore                                        |
| Tom Härtel         | Deutschland  | Außen links            | 8 Einsätze, 9 Tore                                         |
| Erik Eggebrecht    | Deutschland  | Außen links            | 6 Einsätze, 3 Tore                                         |
| Michael Schmidt    | Deutschland  | Kreis                  | 25 Einsätze, 44 Tore                                       |
| Malte Herrmann     | Deutschland  | Außen rechts           | 15 Einsätze, 5 Tore                                        |
| Markus Dau         | Deutschland  | Kreis                  | 19 Einsätze, 67 Tore, davon 4 Siebenmeter                  |
| Benny Lindt        | Deutschland  | Rückraum Links         | 28 Einsätze, 169 Tore, davon 7 Siebenmeter                 |
| Eric Hoffmann      | Deutschland  | Außen rechts           | 21 Einsätze, 107 Tore, davon 43 Siebenmeter                |
| Karsten Ganschow   | Deutschland  | Rückraum links         | 27 Einsätze, 123 Tore, davon 7 Siebenmeter                 |
| Steve Marschall    | Deutschland  | Rückraum links, rechts | 25 Einsätze, 40 Tore                                       |
| Christian Schwerin | Deutschland  | Rückraum links         | 23 Einsätze, 41 Tore, davon 6 Siebenmeter                  |
| Ivo Töllner        | Deutschland  | Außen links            | 23 Einsätze, 34 Tore                                       |
| Philipp Klaus      | Deutschland  | Kreisläufer            | ab Oktober 2010; 3 Einsätze, 5 Tore                        |
| Michael Köhler     | Deutschland  | Außen rechts           | ab Januar 2011; 12 Einsätze, 26 Tore, davon 11 Siebenmeter |
| Mārtiņs Lībergs    | Lettland     | Rückraum links         | ab Februar 2011; 12 Einsätze, 53 Tore                      |

### Saison 2011/2012

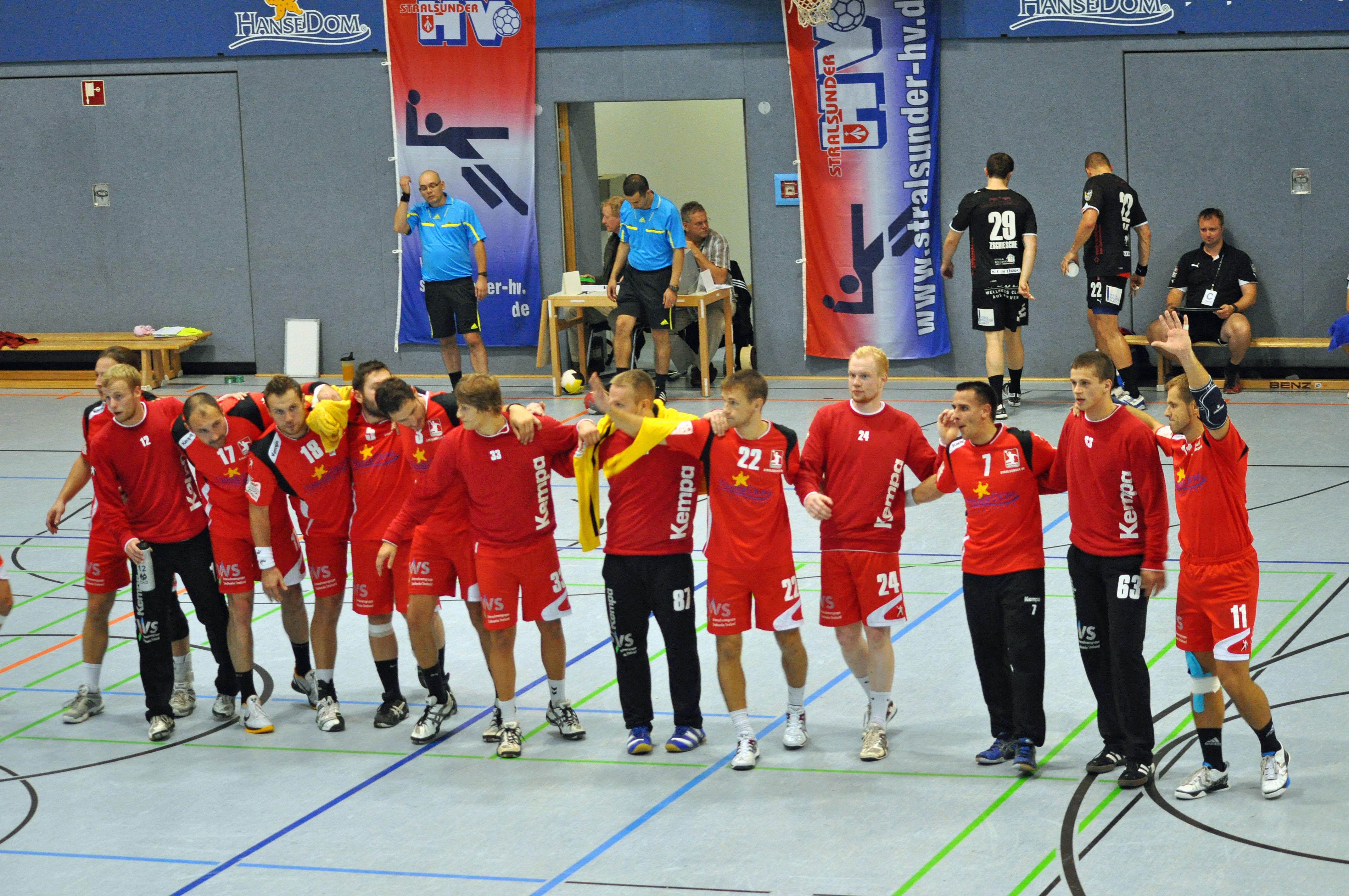
Stralsunder HV (2011)

In der Saison 2010/2011 spielt der Stralsunder HV in der 3. Liga, Staffel Nord. Die Heimspiele trägt die Mannschaft in der Vogelsanghalle Stralsund aus. Auf die Teilnahme am DHB-Pokal verzichtete der Verein aus finanziellen Gründen.
Zugänge vor der Saison: Jörn Schläger, Mustafa Wendland, Torben Ehlers und Mirosław Gudz.
Abgänge vor der Saison: Enrico Ney, Ivo Töllner, Martins Libergs, Malte Hermanns, Eric Hoffmann, Michael Philippen und Ulf Ganzert.
Zugänge während der Saison: Christoph Dübener
Abgänge während der Saison: Karsten Ganschow (31. Januar 2012)
| Name               | Nationalität | Position | Anmerkungen, Statistik                              |
| ------------------ | ------------ | -------- | --------------------------------------------------- |
| Jörn Schläger      | Deutschland  | Trainer  |                                                     |
| Klaus Bergmeier    | Deutschland  | Trainer  |                                                     |
| Tom Korth          | Deutschland  | TW       |                                                     |
| Mustafa Wendland   | Deutschland  | TW       |                                                     |
| Phillipp Groth     | Deutschland  | TW       |                                                     |
| Mratin Brandt      | Deutschland  | R        |                                                     |
| Benny Lindt        | Deutschland  | R        |                                                     |
| Steve Marschall    | Deutschland  | R        |                                                     |
| Tim Schieschang    | Deutschland  | R        |                                                     |
| Karsten Ganschow   | Deutschland  | R        | bis 31. Januar 2012; 8 Spiele, 40 Tore (18 7-Meter) |
| Christian Schwerin | Deutschland  | R        |                                                     |
| Markus Dau         | Deutschland  | K        |                                                     |
| Michael Schmidt    | Deutschland  | K        |                                                     |
| Tom Härtel         | Deutschland  | K        |                                                     |
| Christoph Vetter   | Deutschland  | K        |                                                     |
| Erik Eggebrecht    | Deutschland  | K        |                                                     |
| Michael Köhler     | Deutschland  | K        |                                                     |
| Mirosław Gudz      | Polen        | K        |                                                     |
| Torben Ehlers      | Deutschland  | R        |                                                     |
| Christoph Dübener  | Deutschland  | R        | ab Dezember 2011                                    |

### Saison 2012/2013
In der Saison 2012/2013 spielte die erste Mannschaft des Stralsunder HV in der 3. Liga, Staffel Nord. Die Heimspiele trug die Mannschaft in der Vogelsanghalle Stralsund aus. Auf die Teilnahme am DHB-Pokal verzichtete der Verein wie im Vorjahr wieder aus finanziellen Gründen.
Zwei Spieltage vor Saisonende stand die Mannschaft als Absteiger fest.
| Spieler            | bisheriger Verein  | beim SHV ab          | Spieler           | künftiger Verein   | ab                   |
| ------------------ | ------------------ | -------------------- | ----------------- | ------------------ | -------------------- |
| Jakub Vaněk        | SV Post Schwerin   | Saisonbeginn 2012/13 | Christoph Dübener | HSV Insel Usedom   | Saisonbeginn 2012/13 |
| Rico Mittmann      | HSV Grimmen 92     | Saisonbeginn 2012/13 | Mirosław Gudz     | Tauron Stal Mielec | Saisonbeginn 2012/13 |
| Tim Pischke        | HSV Grimmen 92     | Saisonbeginn 2012/13 | Benny Lindt       | - (Karriereende)   | Saisonbeginn 2012/13 |
| Frank Wahl         | HSV Peenetal Loitz | Saisonbeginn 2012/13 | Michael Köhler    | SV Warnemünde      | Saisonbeginn 2012/13 |
| Marcel Effenberger | HSV Peenetal Loitz | Saisonbeginn 2012/13 | Steve Marschall   | 2. Mannschaft      | Saisonbeginn 2012/13 |
| Tim Jost           | HSG Nienburg       | Saisonbeginn 2012/13 | Tim Schieschang   | HSV Peenetal Loitz | Saisonbeginn 2012/13 |
| André Machel       | HSV Grimmen 92     | Saisonbeginn 2012/13 | Michael Schmidt   | unbekannt          | Saisonbeginn 2012/13 |
| Marek Suszka       | Pogoń Szczecin     | November 2012        | Erik Eggebrecht   | 2. Mannschaft      | Saisonbeginn 2012/13 |
| Michael Philippen  | -                  | Januar 2013          | Jörn Schläger     | unbekannt          | 22. Dezember 2012    |
| Ulf Ganzert        | -                  | Januar 2013          | Klaus Bergmeier   | unbekannt          | 31. Dezember 2012    |
| Eric Hoffmann      | -                  | Januar 2013          | Tim Jost          | unbekannt          | 6. Februar 2013      |
| Filip Kliszczyk    | Pogoń Szczecin     | Januar 2013          | Tim Pischke       | unbekannt          | 6. Februar 2013      |
| Sebastian Rumniak  | NMC Powen Zabrze   | 16. Februar 2013     |                   |                    |                      |

| Name               | Nationalität | Position | Anmerkungen, Statistik (Quelle: Zweitewelle.de, Online-Quelle)                      |
| ------------------ | ------------ | -------- | ----------------------------------------------------------------------------------- |
| Jörn Schläger      | Deutschland  | Trainer  | bis 22. Dezember 2012; 5 Gelbe Karten, 1 Zeitstrafe                                 |
| Klaus Bergmeier    | Deutschland  | Trainer  | bis 31. Dezember 2012                                                               |
| Tom Korth          | Deutschland  | TW       | 30 Spiele, 1 Gelbe Karte, 1 Zeitstrafe, 3 Rote Karten                               |
| Mustafa Wendland   | Deutschland  | TW       | 29 Spiele, 1 Gelbe Karte                                                            |
| Martin Brandt      | Deutschland  | RM       | 24 Spiele, 112 Tore, 1 Siebenmeter, 5 Gelbe Karten, 8 Zeitstrafen, 1 Rote Karte     |
| Christian Schwerin | Deutschland  | RL       | 29 Spiele, 68 Tore, 19 Siebenmeter, 4 Gelbe Karten, 6 Zeitstrafen                   |
| Markus Dau         | Deutschland  | K        | 26 Spiele, 72 Tore, 17 Gelbe Karten, 8 Zeitstrafen, 1 Rote Karte                    |
| Torben Ehlers      | Deutschland  | RR       | 20 Spiele, 75 Tore, 1 Siebenmeter, 12 Gelbe Karten, 7 Zeitstrafen                   |
| Marcel Effenberger | Deutschland  | KM, RL   | 27 Spiele, 32 Tore, 10 Gelbe Karten, 21 Zeitstrafen, 4 Rote Karten                  |
| Tim Jost           | Deutschland  | RR       | bis 6. Februar 2013; 10 Spiele, 4 Tore, 2 Zeitstrafen                               |
| Frank Wahl         | Deutschland  | LA, RM   | 8 Spiele, 37 Tore, 16 Siebenmeter, 1 Gelbe Karte, 3 Zeitstrafen, 1 Rote Karte       |
| Tim Pischke        | Deutschland  | LA, RM   | bis 6. Februar 2013; 0 Spiele                                                       |
| Rico Mittmann      | Deutschland  | RR, RA   | 29 Spiele, 105 Tore, 2 Siebenmeter, 1 Gelbe Karte, 8 Zeitstrafen                    |
| Jakub Vaněk        | Tschechien   | RL       | 30 Spiele, 66 Tore, 3 Siebenmeter, 16 Gelbe Karten, 26 Zeitstrafen, 2 Rote Karten   |
| André Machel       | Deutschland  | KM       | 30 Spiele, 7 Tore, 1 Zeitstrafe                                                     |
| Marek Suszka       | Polen        | R        | ab November 2012; 18 Spiele, 48 Tore, 24 Siebenmeter, 5 Gelbe Karten, 6 Zeitstrafen |
| Michael Philippen  | Deutschland  | Trainer  | ab Januar 2013; 1 Gelbe Karte                                                       |
| Ulf Ganzert        | Deutschland  | Trainer  | ab Januar 2013                                                                      |
| Eric Hoffmann      | Deutschland  | RA       | ab Januar 2013; 12 Spiele, 36 Tore, 13 Siebenmeter, 2 Gelbe Karten, 4 Zeitstrafen   |
| Filip Kliszczyk    | Polen        | RL       | ab Januar 2013; 14 Spiele, 85 Tore, 9 Siebenmeter, 4 Gelbe Karten, 5 Zeitstrafen    |
| Sebastian Rumniak  | Polen        | RR       | ab 16. Februar 2013; 7 Spiele, 26 Tore, 3 Gelbe Karten, 1 Zeitstrafe                |
| Steve Marschall    | Deutschland  | R        | 2. Mannschaft; 2 Spiele, 2 Tore, 3 Zeitstrafen, 1 Rote Karte                        |

### Saison 2013/2014
In der Saison 2013/2014 spielte die erste Mannschaft des Stralsunder HV in der Handball-Oberliga Ostsee-Spree. Sie wurde von Norbert Henke trainiert. Mit dem Gewinn des vorletzten Spiels am 26. April 2014 sicherte sich die Mannschaft den Meistertitel und den Aufstieg in die 3. Liga.
| Spieler             | bisheriger Verein             | beim SHV ab          | Spieler            | künftiger Verein              | ab                   |
| ------------------- | ----------------------------- | -------------------- | ------------------ | ----------------------------- | -------------------- |
| Norbert Henke       | HC Empor Rostock              | Saisonbeginn 2013/14 | Christian Schwerin | HSV Peenetal Loitz            | Saisonbeginn 2013/14 |
| Benjamin Hinz       | Oranienburger HC              | Saisonbeginn 2013/14 | Torben Ehlers      | SV Fortuna ’50 Neubrandenburg | Saisonbeginn 2013/14 |
| Maik Hintze         | HSV Insel Usedom              | Saisonbeginn 2013/14 | Marek Suszka       | HSG Bützfleth/Drochtersen     | Saisonbeginn 2013/14 |
| Aleksander Kokoszka | MSPR "Siódemka" Miedź Legnica | Saisonbeginn 2013/14 | Filip Kliszczyk    | Gaz-System Pogoń Szczecin     | Saisonbeginn 2013/14 |
| Marijan Bašić       |                               | September 2013       | Sebastian Rumniak  | HC Empor Rostock              | Saisonbeginn 2013/14 |
| Lars Effenberger    | HSV Peenetal Loitz            | 11. Januar 2014      | Mustafa Wendland   | HF Springe                    | Saisonbeginn 2013/14 |
| Sylvio Ney          | HSV Peenetal Loitz            | 13. März 2014        |                    |                               |                      |

| Name                | Nationalität | Position   | Anmerkungen, Statistik       |
| ------------------- | ------------ | ---------- | ---------------------------- |
| Martin Brandt       | Deutschland  | RM         |                              |
| Tom Korth           | Deutschland  | TW         |                              |
| Markus Dau          | Deutschland  | KM         |                              |
| Jakub Vaněk         | Tschechien   | RL         |                              |
| Marcel Effenberger  | Deutschland  | KM, RL     |                              |
| Frank Wahl          | Deutschland  | RM, LA     |                              |
| Rico Mittmann       | Deutschland  | RR, RA     |                              |
| André Machel        | Deutschland  | KM         |                              |
| Maik Hintze         | Deutschland  | TW         |                              |
| Benjamin Hinz       | Deutschland  | LA         |                              |
| Aleksander Kokoszka | Polen        | RL, RR     |                              |
| Erik Eggebrecht     | Deutschland  | LA         |                              |
| Marijan Bašić       | Kroatien     | R          | ab September 2013 im Verein  |
| Lars Effenberger    | Deutschland  | RA         | ab 11. Januar 2014 im Verein |
| Sylvio Ney          | Deutschland  | KM         | ab 13. März 2014 im Verein   |
| Norbert Henke       | Deutschland  | Trainer    |                              |
| Danny Anclais       | Deutschland  | Co-Trainer |                              |

### Saison 2014/2015
In der Saison 2014/2015 spielt die erste Mannschaft des Stralsunder HV in der Staffel Nord der 3. Liga. Sie wurde zunächst von Norbert Henke und ab 2015 von Danny Anclais trainiert. Mit zwölf Siegen und zwei Unentschieden in 30 Spielen belegte die Mannschaft den 9. Platz, 857 erzielten Toren standen 899 gegnerische Torerfolge gegenüber.
| Spieler             | bisheriger Verein  | beim SHV ab          | Spieler            | künftiger Verein      | ab                 |
| ------------------- | ------------------ | -------------------- | ------------------ | --------------------- | ------------------ |
| Steve Marschall     | PSV Berlin         | Saisonbeginn 2014/15 | Frank Wahl         | ohne                  | Saisonende 2013/14 |
| Kai Baresel         | HSV Peenetal Loitz | Saisonbeginn 2014/15 | Marcel Effenberger | ohne                  | Saisonende 2013/14 |
| Charalampos Mallios | AC Diomidis Argous | September 2014       | Lars Effenberger   | ohne                  | Saisonende 2013/14 |
| Lars Effenberger    |                    | September 2014       | Erik Eggebrecht    | 2. Mannschaft des SHV | Saisonende 2013/14 |
| Enrico Ney          | -                  | September 2014       | Maik Hintze        | SV Warnemünde         | Saisonende 2013/14 |
| Rajko Milošević     | -                  | Oktober 2014         | Rajko Milošević    | -                     | Dezember 2014      |
| Hannes Werner       | 2. Mannschaft      | Januar 2015          | Marijan Bašić      | TSV Bayer Dormagen    | Februar 2015       |
| Lucas Kladek-Markau | Ribnitzer HV       | Februar 2015         | Rico Mittmann      | HSG Nienburg          | Februar 2015       |
| Szymon Ligarzewski  |                    | Februar 2015         |                    |                       |                    |

| Name                | Nationalität | Position            | Anmerkungen, Statistik (Online-Quelle)                                                 |
| ------------------- | ------------ | ------------------- | -------------------------------------------------------------------------------------- |
| Martin Brandt       | Deutschland  | RM                  | 24 Spiele, 101 Tore, 8 Gelbe Karten, 9 Zeitstrafen, 1 Rote Karte                       |
| Tom Korth           | Deutschland  | TW                  | 30 Spiele, 0 Tore, 1 Zeitstrafe                                                        |
| Markus Dau          | Deutschland  | KM                  | 27 Spiele, 78 Tore (1 Siebenmeter), 15 Gelbe Karten, 9 Zeitstrafen                     |
| Jakub Vaněk         | Tschechien   | RL                  | 28 Spiele, 28 Tore, 15 Gelbe Karten, 25 Zeitstrafen, 1 Rote Karte                      |
| Rico Mittmann       | Deutschland  | RR, RA              | 19 Spiele, 56 Tore, 5 Gelbe Karten, 11 Zeitstrafen                                     |
| André Machel        | Deutschland  | KM                  | 20 Spiele, 5 Tore, 1 Gelb Karte                                                        |
| Benjamin Hinz       | Deutschland  | LA                  | 30 Spiele, 42 Tore (2 Siebenmeter), 3 Gelbe Karten, 8 Zeitstrafen, 1 Rote Karte        |
| Aleksander Kokoszka | Polen        | RL, RR              | 28 Spiele, 214 Tore (42 Siebenmeter), 12 Gelbe Karten, 22 Zeitstrafen, 1 Rote Karte    |
| Marijan Bašić       | Kroatien     | R                   | bis Februar 2015; 17 Spiele, 104 Tore (21 Siebenmeter), 12 Gelbe Karten, 8 Zeitstrafen |
| Sylvio Ney          | Deutschland  | KM                  | 7 Spiele, 1 Tor                                                                        |
| Kai Baresel         | Deutschland  | LA, RM              | 29 Spiele, 54 Tore (10 Siebenmeter), 6 Gelbe Karten, 6 Zeitstrafen                     |
| Steve Marschall     | Deutschland  | RL                  | 23 Spiele, 6 Tore, 1 Gelbe Karte, 5 Zeitstrafen                                        |
| Charalampos Mallios | Griechenland | RL, RM              | 28 Spiele, 134 Tore (20 Siebenmeter), 6 Gelbe Karten, 2 Zeitstrafen, 1 Rote Karte      |
| Lars Effenberger    | Deutschland  | RA                  | 22 Spiele, 15 Tore, 2 Gelbe Karten, 2 Zeitstrafen, 1 Rote Karte                        |
| Enrico Ney          | Deutschland  | TW                  | am 3. Spieltag eingesetzt; 1 Spiel                                                     |
| Norbert Henke       | Deutschland  | Trainer             | bis Januar 2015                                                                        |
| Danny Anclais       | Deutschland  | Co-Trainer, Trainer | bis Januar 2015 Co-Trainer, dann Trainer                                               |
| Rajko Milošević     | Serbien      | Torwart             | bis Dezember 2014; 9 Spiele, 1 Zeitstrafe                                              |
| Hannes Werner       | Deutschland  | RM                  | ab Januar 2015; 11 Spiele, 8 Tore                                                      |
| Lucas Kladek-Markau | Deutschland  | RA                  | ab Februar 2015; 8 Spiele, 9 Tore (1 Siebenmeter), 1 Gelbe Karte, 1 Zeitstrafe         |
| Szymon Ligarzewski  | Polen        | TW                  | ab Februar 2015; 8 Spiele                                                              |

### Saison 2015/2016
In der Saison 2015/2016 spielt die erste Mannschaft des Stralsunder HV in der Staffel Nord der 3. Liga.
| Spieler           | bisheriger Verein             | beim SHV ab                    | Spieler          | künftiger Verein              | ab                   |
| ----------------- | ----------------------------- | ------------------------------ | ---------------- | ----------------------------- | -------------------- |
| Martin Hoffmann   | SV Anhalt Bernburg            | Saisonbeginn 2015/2016         | Lars Effenberger | ?                             | Saisonende 2014/2015 |
| Adam Świątek      | SPR Chrobry Głogów            | Saisonbeginn 2015/2016         | André Machel     | HSV Grimmen                   | Saisonende 2014/2015 |
| Tim Escher        | SV Mecklenburg Schwerin       | Saisonbeginn 2015/2016         | Steve Marschall  | ?                             | Saisonende 2014/2015 |
| Hannes Werner     | Stralsunder HV, 2. Mannschaft | Saisonbeginn 2015/2016         | Sylvio Ney       | ?                             | Saisonende 2014/2015 |
| Maximilian Bechly | Stralsunder HV, 2. Mannschaft | Saisonbeginn 2015/2016         | Tom Korth        | Stralsunder HV, 2. Mannschaft | Saisonende 2014/2015 |
| Ole Domning       | Stralsunder HV, Jugend        | Saisonbeginn 2015/2016         | Kai Baresel      | SG Greifswald/Loitz           | Januar 2016          |
| Nick Kaden        | Stralsunder HV, Jugend        | Saisonbeginn 2015/2016         | Benjamin Hinz    | Ribnitzer HV                  | Saisonende 2014/2015 |
| Tobias Malitz     | HC Empor Rostock              | Oktober 2015 (Zweitspielrecht) |                  |                               |                      |
| Benjamin Hinz     | Ribnitzer HV                  | Januar 2016                    |                  |                               |                      |
| Jakub Olejniczak  |                               | Februar 2016                   |                  |                               |                      |

| Name                | Nationalität | Position   | Anmerkungen, Statistik                      |
| ------------------- | ------------ | ---------- | ------------------------------------------- |
| Martin Brandt       | Deutschland  | RM, RL, RR |                                             |
| Markus Dau          | Deutschland  | KM         |                                             |
| Jakub Vaněk         | Tschechien   | RL         |                                             |
| Benjamin Hinz       | Deutschland  | LA         | ab Januar 2016                              |
| Aleksander Kokoszka | Polen        | RL, RR     |                                             |
| Kai Baresel         | Deutschland  | LA, RM     | bis Januar 2016                             |
| Charalampos Mallios | Griechenland | RL, RM     |                                             |
| Hannes Werner       | Deutschland  | RM         |                                             |
| Lucas Kladek-Markau | Deutschland  | RA         |                                             |
| Szymon Ligarzewski  | Polen        | TW         |                                             |
| Maximilian Bechly   | Deutschland  | LA         |                                             |
| Ole Domning         | Deutschland  | LA         |                                             |
| Tim Escher          | Deutschland  | TW         |                                             |
| Philipp Groth       | Deutschland  | TW         |                                             |
| Tobias Malitz       | Deutschland  | TW         | Oktober 2015 per Zweitspielrecht, ein Spiel |
| Martin Hoffmann     | Deutschland  | RA, RR     |                                             |
| Nick Kaden          | Deutschland  | KM         |                                             |
| Adam Świątek        | Polen        | RR         |                                             |
| Jakub Olejniczak    | Polen        | RL         | ab Februar 2016                             |

### Saison 2016/2017
In der Saison 2016/2017 spielt die erste Mannschaft des Stralsunder HV in der Handball-Oberliga Ostsee-Spree. Im April 2017 (zu diesem Zeitpunkt stand der SHV auf Platz 2) erklärte der Verein seinen Verzicht auf einen möglichen Aufstieg.
Am Ende belegte das Team den zweiten Platz (von 14 Teams), punktgleich mit dem Erstplatzierten. Von den 26 Spielen gewann die Mannschaft 21 und verlor fünf. 677 Tore erzielten die Männer, 572 Mal trafen die Gegner.
| Spieler         | bisheriger Verein       | beim SHV ab            | Spieler             | künftiger Verein  | ab                   |
| --------------- | ----------------------- | ---------------------- | ------------------- | ----------------- | -------------------- |
| Maic Sadewasser | Bad Doberaner SV        | Saisonbeginn 2016/2017 | Markus Dau          | Karriereende      | Saisonende 2015/2016 |
| Marc Hünerbein  | SV Mecklenburg Schwerin | Saisonbeginn 2016/2017 | Aleksander Kokoszka |                   | Saisonende 2015/2016 |
| Kai Baresel     | HSV Peenetal Loitz      | Saisonbeginn 2016/2017 | Charalampos Mallios | TuS KL-Dansenberg | Saisonende 2015/2016 |

| Name                       | Nationalität | Position   | Anmerkungen, Statistik |
| -------------------------- | ------------ | ---------- | ---------------------- |
| Kai Baresel                | Deutschland  | LA, RM     |                        |
| Martin Brandt              | Deutschland  | RM, RL, RR |                        |
| Ole Domning                | Deutschland  | LA         |                        |
| Tim Escher                 | Deutschland  | TW         |                        |
| Philipp Groth              | Deutschland  | TW         |                        |
| Marc Hünerbein             | Deutschland  | RM         |                        |
| Benjamin Hinz              | Deutschland  | LA         |                        |
| Martin Hoffmann            | Deutschland  | RA, RR     |                        |
| Lucas Kladek-Markau        | Deutschland  | RA         |                        |
| Szymon Ligarzewski         | Polen        | TW         |                        |
| Jakub Alexander Olejniczak | Polen        | RL         |                        |
| Marc Sadewasser            | Deutschland  | KM         |                        |
| Adam Świątek               | Polen        | RR         |                        |
| Jakub Vaněk                | Tschechien   | RL         |                        |
| Markus Dau                 | Deutschland  | Trainer    |                        |

### Saison 2017/2018
In der Saison 2017/2018 spielt die erste Mannschaft des Stralsunder HV in der Handball-Oberliga Ostsee-Spree.
Zum Ende der Spielzeit belegte das Team den zweiten Platz (von 14 Teams). Von den 26 Spielen gewann die Mannschaft 19 und verlor sechs, ein Spiel endete unentschieden. 753 Tore wurden erzielt und 628 kassiert.
| Spieler            | bisheriger Verein             | beim SHV ab            | Spieler             | künftiger Verein        | ab                   |
| ------------------ | ----------------------------- | ---------------------- | ------------------- | ----------------------- | -------------------- |
| Fynn Tippelt       | SV Fortuna ’50 Neubrandenburg | Saisonbeginn 2017/2018 | Tim Escher          | ?                       | Saisonende 2016/2017 |
| Tom Korth          | eigene 2. Mannschaft          | Saisonbeginn 2017/2018 | Adam Świątek        | ?                       | Saisonende 2016/2017 |
| Florian Zemlin     | HC Empor Rostock              | Saisonbeginn 2017/2018 | Maic Sadewasser     | ?                       | Saisonende 2016/2017 |
| Johannes Trupp     | HC Empor Rostock              | Saisonbeginn 2017/2018 | Marc Hünerbein      | ?                       | Saisonende 2016/2017 |
| Kay Landwehrs      | Bad Doberaner SV              | Saisonbeginn 2017/2018 | Lucas Kladek-Markau | ?                       | Saisonende 2016/2017 |
| Christian Schwerin | SV Fortuna '50 Neubrandenburg |                        | Jakub Olejniczak    | SG Uni Greifswald-Loitz |                      |
| Tom Langschwager   | SV Fortuna '50 Neubrandenburg |                        |                     |                         |                      |
| Jon Ehlers         | VfL Bad Schwartau             |                        |                     |                         |                      |

| Name               | Nationalität | Position   | Anmerkungen, Statistik |  |
| ------------------ | ------------ | ---------- | ---------------------- |  |
| Kai Baresel        | Deutschland  | LA, RM     |                        |  |
| Martin Brandt      | Deutschland  | RM, RL, RR |                        |  |
| Ole Domning        | Deutschland  | LA         |                        |  |
| Tom Korth          | Deutschland  | TW         |                        |  |
| Philipp Groth      | Deutschland  | TW         |                        |  |
| Benjamin Hinz      | Deutschland  | LA         |                        |  |
| Martin Hoffmann    | Deutschland  | RA, RR     |                        |  |
| Szymon Ligarzewski | Polen        | TW         |                        |  |
| Jakub Vaněk        | Tschechien   | RL         |                        |  |
| Fynn Tippelt       | Deutschland  | RM, RL, RR |                        |  |
| Florian Zemlin     | Deutschland  | RM         |                        |  |
| Johannes Trupp     | Deutschland  | RA         |                        |  |
| Kay Landwehrs      | Deutschland  | R          |                        |  |
| Markus Dau         | Deutschland  | Trainer    |                        |  |

### Saison 2018/2019
In der Saison 2018/2019 spielte die erste Mannschaft des Stralsunder HV in der Handball-Oberliga Ostsee-Spree.
Die Mannschaft beendete die Spielzeit als Staffelsieger auf Platz 1 (von 14). Von 26 Spielen gewann das Team 23 und verlor eines; zwei Mal spielte die Mannschaft unentschieden. 769 Tore erzielte die Mannschaft und kassierte 567 Gegentore.
Der erste Platz berechtigte zur Teilnahme an den Qualifikationsspielen im Juni 2019 um den Aufstieg in die 3. Liga. Nach einem 30:30 beim OHV Aurich verlor das Team zuhause gegen TuS Vinnhorst und belegte letztlich Platz 3 (von 3) in der Qualifikationsrunde.
| Spieler | bisheriger Verein | beim SHV ab | Spieler | künftiger Verein | ab |
| ------- | ----------------- | ----------- | ------- | ---------------- | -- |
|         |                   |             |         |                  |    |
|         |                   |             |         |                  |    |

| Name                | Nationalität | Position                        | Nummer | Anmerkungen, Statistik                                                                          |
| ------------------- | ------------ | ------------------------------- | ------ | ----------------------------------------------------------------------------------------------- |
| Benjamin Hinz       | Deutschland  | Links Außen                     | 23     | 26 Spiele, 242 Tore (96 Siebenmeter-Tore), zwölf Zeitstrafen, sechs Gelbe Karten                |
| Johannes Trupp      | Deutschland  | Rückraum Rechts / Rechts Außen  | 35     | 26 Spiele, 113 Tore, elf Zeitstrafen, sieben Gelbe Karten                                       |
| Martin Brandt       | Deutschland  | Rückraum Links / Mitte          | 11     | 26 Spiele, 81 Tore, sechs Zeitstrafen, vier Gelbe Karten, eine Rote Karte                       |
| Florian Zemlin      | Deutschland  | Rückraum Mitte                  | 33     | 26 Spiele, 65 Tore (ein Siebenmeter-Tro), acht Zeitstrafen, zwölf Gelbe Karten, eine Rote Karte |
| Jon Ehlers          | Deutschland  | Rückraum Mitte                  | 57     | 26 Spiele, 54 Tore, sieben Zeitstrafen, eine Gelbe Karte                                        |
| Jakub Vanek         | Deutschland  | Kreisläufer                     | 21     | 24 Spiele, 46 Tore (sieben Siebenmeter-Tore), 18 Zeitstrafen, 16 Gelbe Karten, eine Rote Karte  |
| Kay Landwehrs       | Deutschland  | Rückraum Links / Mitte / Rechts | 10     | 25 Spiele, 46 Tore, acht Zeitstrafen, neun Gelbe Karten                                         |
| Fynn-Martin Tippelt | Deutschland  | Rückraum links                  | 08     | 29 Spiele, 50 Tore (sieben Siebenmeter-Tore), elf Zeitstrafen, acht Gelbe Karten                |
| Martin Hoffmann     | Deutschland  |                                 |        | 22 Spiele, 39 Tore (ein Siebenmeter-Tor), sechs Zeitstrafen, acht Gelbe Karten, eine Rote Karte |
| Steffen Fischer     | Deutschland  | Trainer                         |        |                                                                                                 |

### Saison 2019/2020
In der Saison 2019/2020 spielte die erste Mannschaft des Stralsunder HV in der Handball-Oberliga Ostsee-Spree. Nach dem Abbruch der Saison aufgrund der COVID-19-Pandemie wurde der Stralsunder HV zum Meister erklärt und stieg in die 3. Liga, Staffel Nord, auf.
Zum Zeitpunkt des Abbruchs stand der Stralsunder HV auf dem Platz 1 (von 15), von 20 absolvierten Spielen (von 28) gewann der Verein 18, spielte ein Mal unentschieden und verlor ein Spiel. Dabei erzielten die Stralsunder 636 Tore und kassierten 463. Benjamin Hinz wurde mit 146 Treffern der drittbeste Werfer der Saison, Johannes Trupp mit 122 Toren fünftbester Werfer.
| Spieler         | bisheriger Verein | beim SHV ab          | Spieler | künftiger Verein | ab |
| --------------- | ----------------- | -------------------- | ------- | ---------------- | -- |
| Patrick Schmidt | HSV Insel Usedom  | Saisonbeginn 2019/20 |         |                  |    |
|                 |                   |                      |         |                  |    |

| Name                | Nationalität | Position                        | Nummer | Anmerkungen, Statistik                                                                           |
| ------------------- | ------------ | ------------------------------- | ------ | ------------------------------------------------------------------------------------------------ |
| Tobias Malitz       | Deutschland  | Tor                             | 01     |                                                                                                  |
| Philipp Groth       | Deutschland  | Tor                             | 87     |                                                                                                  |
| Patrick Schmidt     | Deutschland  | Rückraum rechts                 | 02     | 20 Spiele, 49 Tore, fünf Zeitstrafen, zehn Gelbe Karten                                          |
| Fynn Martin Tippelt | Deutschland  | Rückraum links                  | 08     | 20 Spiele, 65 Tore (35 Siebenmeter-Tore), acht Zeitstrafen                                       |
| Martin Brandt       | Deutschland  | Rückraum Links / Mitte          | 11     | 20 Spiele, 65 Tore, acht Zeitstrafen, eine Gelbe Karte                                           |
| Kay Landwehrs       | Deutschland  | Rückraum Links / Mitte / Rechts | 10     | 18 Spiele, 38 Tore (sieben Siebenmeter-Tore), acht Zeitstrafen, vier Gelbe Karten                |
| Jakub Vanek         | Deutschland  | Kreisläufer                     | 21     | 18 Spiele, 41 Tore (drei Siebenmeter-Tore), 14 Zeitstrafen, elf Gelbe Karten, drei Rote Karten   |
| Benjamin Hinz       | Deutschland  | Links Außen                     | 23     | 20 Spiele, 146 Tore (34 Siebenmeter-Tore), fünf Zeitstrafen, sechs Gelbe Karten, eine Rote Karte |
| Corvin Obst         | Deutschland  | Links Außen / Rückraum Mitte    | 24     |                                                                                                  |
| Ole Prüter          | Deutschland  | Kreisläufer                     | 28     |                                                                                                  |
| Florian Zemlin      | Deutschland  | Rückraum Mitte                  | 33     | 20 Spiele, 46 Tore, fünf Zeitstrafen, acht Gelbe Karten                                          |
| Johannes Trupp      | Deutschland  | Rückraum Rechts / Rechts Außen  | 35     | 20 Spiele, 122 Tore (ein Siebenmeter-Tor), sieben Zeitstrafen, fünf Gelbe Karten                 |
| Jon Ehlers          | Deutschland  | Rückraum Mitte                  | 57     |                                                                                                  |
| Steffen Fischer     | Deutschland  | Trainer                         |        |                                                                                                  |
| Martin Tippelt      | Deutschland  | Co-Trainer                      |        |                                                                                                  |
| Andreas Watzke      | Deutschland  | Physiotherapeut                 |        |                                                                                                  |

### Saison 2020/2021
In der Saison 2020/2021 spielte die erste Mannschaft des Stralsunder HV in der 3. Liga, Staffel Nord.
Die Spielzeit wurde wegen der COVID-19-Pandemie vorzeitig abgebrochen und der Spielmodus geändert. Zum Zeitpunkt der Unterbrechung des Spielbetriebs im November 2020 stand der Stralsunder HV auf dem Abstiegsplatz 16 (von 18), von fünf absolvierten Spielen (von 34) gewann der Verein eins und verlor vier. Dabei erzielten die Stralsunder 147 Tore und kassierten 168. Linus Skroblien war zu diesem Zeitpunkt mit 33 Toren der beste Werfer der Liga.
| Spieler            | bisheriger Verein | beim SHV ab  | Spieler         | künftiger Verein   | ab           |
| ------------------ | ----------------- | ------------ | --------------- | ------------------ | ------------ |
| Fabian Haasmann    | HC Empor Rostock  | Saisonbeginn | Jon Ehlers      | ?                  | Saisonbeginn |
| Maximilian Mißling | HSG Ostsee N/G    | Saisonbeginn | Jakub Vaněk     | Karriereende       | Saisonbeginn |
| Linus Skroblien    | Füchse Berlin II  | Saisonbeginn | Linus Skroblien | TSV Bayer Dormagen | Februar 2021 |

| Name                | Nationalität | Position                        | Nummer | Anmerkungen, Statistik                                                                                       |
| ------------------- | ------------ | ------------------------------- | ------ | --- |
| Fabian Haasmann     | Deutschland  | Rückraum Links                  |        | fünf Spiele, dabei 16 Tore                                                                                   |
| Maximilian Mißling  | Deutschland  | Rückraum Rechts                 |        | |
| Patrick Schmidt     | Deutschland  | Rückraum Rechts                 | 2      | fünf Spiele, dabei elf Tore                                                                                  |
| Martin Brandt       | Deutschland  | Rückraum Links / Mitte          | 11     | |
| Ole Prüter          | Deutschland  | Kreisläufer                     | 28     | drei Spiele, dabei zehn Tore                                                                                 |
| Tobias Malitz       | Deutschland  | Torwart                         | 1      | |
| Linus Skroblien     | Deutschland  | Rückraum Mitte                  |        | fünf Spiele, dabei 33 Tore (davon zwölf Siebenmeter); wechselte im Februar 2021 nach Dormagen in die 2. Liga |
| Phillip Groth       | Deutschland  | Torwart                         | 87     | |
| Fynn Martin Tippelt | Deutschland  | Rückraum links                  | 8      | |
| Kay Landwehrs       | Deutschland  | Rückraum Links / Mitte / Rechts | 10     | |
| Benjamin Hinz       | Deutschland  | Links Außen                     | 23     | vier Spiele, dabei 31 Tore (davon 13 Siebenmeter)                                                            |
| Corvin Obst         | Deutschland  | Links Außen / Rückraum Mitte    | 24     | |
| Florian Zemlin      | Deutschland  | Rückraum Mitte                  | 33     | fünf Spiele, dabei 13 Tore                                                                                   |
| Johannes Trupp      | Deutschland  | Rückraum Rechts / Rechts Außen  | 35     | fünf Spiele, dabei 19 Tore                                                                                   |
| Steffen Fischer     | Deutschland  | Trainer                         |        | |

(Stand: 28. Februar 2021)

### Saison 2021/2022
In der Saison 2021/2022 spielt die erste Mannschaft des Stralsunder HV in der 3. Liga, Staffel Nord. Die Vorrunde der in einem außerordentlichen Modus abgehaltenen Spielzeit beendete der Stralsunder HV mit 20:20 Punkten und 568:555 Toren auf Platz 6 der Staffel A und war damit startberechtigt für die folgende Drittligasaison 2022/2023. Der Stralsunder Benjamin Schulz wurde mit 118 Toren Torschützenkönig der Staffel.
| Spieler          | bisheriger Verein             | beim SHV ab  | Spieler            | künftiger Verein   | ab           |
| ---------------- | ----------------------------- | ------------ | ------------------ | ------------------ | ------------ |
| Jan Komínek      | MTV Braunschweig              | Saisonbeginn | Florian Zemlin     | Karriereende       | Saisonbeginn |
| Jona Brüggmann   | Handball Sport Verein Hamburg | Saisonbeginn | Tobias Malitz      | ?                  | Saisonbeginn |
| Florian Pachmann | Handball Sport Verein Hamburg | Saisonbeginn | Maximilian Mißling | Wilhelmshavener HV | Saisonbeginn |
| Fiete Berger     | Handball Sport Verein Hamburg | Saisonbeginn | André Machel       | ?                  | Saisonbeginn |
| Hiromi Tsuyama   | EHV Aue                       | Saisonbeginn |                    |                    |              |
| Leon Witte       | HC Empor Rostock              | Saisonbeginn |                    |                    |              |

| Name             | Nationalität | Position                       | Nummer | Anmerkungen, Statistik |
| ---------------- | ------------ | ------------------------------ | ------ | --- |
| Jan Komínek      | Deutschland  | Torwart                        | 01     | |
| Patrick Schmidt  | Deutschland  | Rückraum Rechts                | 02     | 63 Tore erzielt in 17 Spielen, sechs gelbe Karten bekommen                                                                 |
| Fabian Haasmann  | Deutschland  | Rückraum Links                 | 05     | 40 Tore erzielt in 20 Spielen, fünf gelbe und eine rote Karte bekommen                                                     |
| Leon Witte       | Deutschland  | Rückraum                       | 07     | eingesetzt in 20 Spielen                                                                                                   |
| Malte Boese      | Deutschland  | Rechts Außen                   | 08     | |
| Martin Brandt    | Deutschland  | Rückraum Links / Mitte         | 11     | 66 Tore erzielt in 19 Spielen, fünf gelbe und eine rote Karte bekommen                                                     |
| Ole Pomorin      | Deutschland  | Kreis                          | 14     | |
| Florian Pachmann | Deutschland  | Links Außen                    | 15     | |
| Linus Skroblien  | Deutschland  | Rückraum Mitte                 | 18     | 79 Tore erzielt in 17 Spielen, zwei gelbe Karten bekommen                                                                  |
| Fiete Berger     | Deutschland  | Kreisläufer                    | 22     | 32 Tore erzielt in 21 Spielen, drei gelbe Karten bekommen                                                                  |
| Benjamin Schulz  | Deutschland  | Links Außen                    | 23     | 118 Tore erzielt in 20 Spielen, erfolgreichster Torwerfer der Vorrunden-Staffel A, eine gelbe und eine rote Karte bekommen |
| Ole Prüter       | Deutschland  | Kreisläufer                    | 28     | 39 Tore erzielt in 18 Spielen, drei gelbe Karten bekommen                                                                  |
| Johannes Trupp   | Deutschland  | Rückraum Rechts / Rechts Außen | 35     | 87 Tore erzielt in 20 Spielen, sieben gelbe Karten bekommen                                                                |
| Hiromi Tsuyama   | Japan        | Rückraum                       | 41     | eingesetzt in 20 Spielen, drei gelbe Karten bekommen                                                                       |
| Jona Brüggmann   | Deutschland  | Torwart                        | 78     | |
| Phillip Groth    | Deutschland  | Torwart                        | 87     | |
| Steffen Fischer  | Deutschland  | Trainer                        |        | |
| Gunnar Jasmann   | Deutschland  | Co-Trainer                     |        | |

(Stand: 22. März 2022)

### Saison 2022/2023
In der Saison 2022/2023 wird die erste Mannschaft des Stralsunder HV erneut in der 3. Liga antreten.
| Spieler            | bisheriger Verein  | beim SHV ab  | Spieler         | künftiger Verein        | ab           |
| ------------------ | ------------------ | ------------ | --------------- | ----------------------- | ------------ |
| Paul Uhl           | HC Empor Rostock   | Saisonbeginn | Hiromi Tsuyama  | Japan                   | Saisonbeginn |
| Finn Scheminski    | Füchse Berlin      | Saisonbeginn | Johannes Trupp  | Doberaner SV            | Saisonbeginn |
| Lukas Laveaux      | HG Hamburg-Barmbek | Saisonbeginn | Patrick Schmidt | Doberaner SV            | Saisonbeginn |
| Josip Repušić      | RK Osijek          | Saisonbeginn | Ole Prüter      | Doberaner SV            | Saisonbeginn |
| Matej Šagij        | GRK Varazdin       | Saisonbeginn | Jan Komínek     | SG Uni Greifswald/Loitz | Saisonbeginn |
| Mykyta Tschernakow | HK Donbas          | Saisonbeginn |                 |                         |              |
| Danylo Sorkin      |                    | Saisonbeginn |                 |                         |              |

| Name                      | Nationalität | Position               | Nummer | Anmerkungen, Statistik                                                                     |
| ------------------------- | ------------ | ---------------------- | ------ | ------------------------------------------------------------------------------------------ |
| Paul Uhl                  | Deutschland  | Torwart                | 01     | erzielte zwei Tore in 21 Spielen, Strafen: eine gelbe Karte                                |
| Hannes Michaelsen         | Deutschland  | Torwart                | 16     | in fünf Spielen eingesetzt                                                                 |
| Jona Brüggmann            | Deutschland  | Torwart                | 78     | in 24 Spielen eingesetzt                                                                   |
| Phillip Groth             | Deutschland  | Torwart                | 87     | in einem Spiel eingesetzt,                                                                 |
| Benjamin Schulz           | Deutschland  | Linksaußen             | 23     | erzielte 102 Tore in 24 Spielen, Strafen: 12 × 2 Min., eine gelbe Karte                    |
| Florian Pachmann          | Deutschland  | Linksaußen             | 15     | erzielte 50 Tore in 24 Spielen, Strafen: 4 × 2 Min.                                        |
| Fabian Haasmann           | Deutschland  | Rückraum links         | 05     | erzielte 71 Tore in 24 Spielen, Strafen: 15 × 2 Min., fünf gelbe Karten                    |
| Martin Brandt             | Deutschland  | Rückraum links / Mitte | 11     | erzielte 42 Tore in 21 Spielen, Strafen: 14 × 2 Min.                                       |
| Lukas Laveaux             | Deutschland  | Rückraum links         | 24     | erzielte 15 Tore in 23 Spielen, Strafen: 1 × 2 Min.                                        |
| Leon Witte                | Deutschland  | Rückraum Mitte         | 07     | erzielte 57 Tore in 22 Spielen, Strafen: 2 × 2 Min.                                        |
| Linus Skroblien           | Deutschland  | Rückraum Mitte         | 18     | erzielte 86 Tore in 24 Spielen, Strafen: 10 × 2 Min., sechs gelbe Karten, eine rote Karte  |
| Finn Scheminski           | Deutschland  | Rückraum rechts        | 18     | erzielte 68 Tore in 22 Spielen, Strafen: 6 × 2 Min., eine gelbe Karte                      |
| Mykyta Tschernakow        | Ukraine      | Rückraum rechts        | 17     | erzielte 72 Tore in 24 Spielen, Strafen: 11 × 2 Min., eine gelbe Karte, eine rote Karte    |
| Danylo Zorkin             | Ukraine      | Rechtsaußen            | 08     | erzielte ein Tor in fünf Spielen, Strafen: 2 × 2 Min.                                      |
| Josip Repušić             | Kroatien     | Rechtsaußen            | 19     | erzielte 97 Tore in 24 Spielen, Strafen: 4 × 2 Min.                                        |
| Fiete Berger              | Deutschland  | Kreismitte             | 22     | erzielte zehn Tore in zehn Spielen, Strafen: 3 × 2 Min., zwei gelbe Karten                 |
| Matej Šagij               | Kroatien     | Kreismitte             | 09     | erzielte 64 Tore in 24 Spielen, Strafen: 14 × 2 Min., sechs gelbe Karten, zwei rote Karten |
| Philipp Badendieck-Lotzow | Deutschland  |                        |        | erzielte ein Tor1e in einem Spiel, Strafen: 1 × 2 Min.                                     |
| Felix Sinnig              | Deutschland  |                        |        | erzielte ein Tor in zwei Spielen,                                                          |
| Steffen Fischer           | Deutschland  | Trainer                |        |                                                                                            |

(Stand: 2. April 2023)

### Saison 2023/2024
In der Saison 2023/2024 war die erste Mannschaft des Stralsunder HV erneut in der 3. Liga der Staffel Nord-Ost zugeordnet.
| Spieler            | bisheriger Verein             | beim SHV ab  | Spieler       | künftiger Verein                 | ab           |
| ------------------ | ----------------------------- | ------------ | ------------- | -------------------------------- | ------------ |
| Jan Mojžiš         | Mecklenburger Stiere Schwerin | Saisonbeginn | Josip Repušić | TuS 04 Kaiserslautern-Dansenberg | Saisonbeginn |
| Rauls Serafimovičs | Murjanu SG                    | Saisonbeginn | Leon Witte    | DHK Flensborg                    | Saisonbeginn |
| Fredrik von Troil  | Grankulla IFK                 | Saisonbeginn |               |                                  |              |
| Robin Schröter     | Mecklenburger Stiere Schwerin | Saisonbeginn |               |                                  |              |
| Jonas Wark         | OHV Aurich                    | Saisonbeginn |               |                                  |              |

| Name               | Nationalität | Position               | Nummer | Anmerkungen, Statistik                                                              |
| ------------------ | ------------ | ---------------------- | ------ | ----------------------------------------------------------------------------------- |
| Paul Uhl           | Deutschland  | Torwart                | 01     | 30 Spiele, 1 Tor (1 Feld)                                                           |
| Jona Brüggmann     | Deutschland  | Torwart                | 16     | 28 Spiele, 0 Tore                                                                   |
| Finn Scheminski    | Deutschland  | Rückraum rechts        | 04     | 20 Spiele, 60 Tore (alle Feld)                                                      |
| Fabian Haasmann    | Deutschland  | Rückraum links         | 05     | 30 Spiele, 68 Tore (alle Feld)                                                      |
| Robin Schröter     | Deutschland  | Rechtsaußen            | 07     | 27 Spiele, 59 Tore (alle Feld)                                                      |
| Rauls Serafimovičs | Lettland     | Rückraum Mitte         | 08     | 27 Spiele, 43 Tore (alle Feld)                                                      |
| Matej Šagij        | Kroatien     | Kreismitte             | 09     | 26 Spiele, 60 Tore (37 Feld, 23 Siebenmeter)                                        |
| Martin Brandt      | Deutschland  | Rückraum links / Mitte | 11     | 25 Spiele, 29 Tore (alle Feld)                                                      |
| Florian Pachmann   | Deutschland  | Linksaußen             | 15     | 29 Spiele, 61 Tore (alle Feld)                                                      |
| Mykyta Tschernakow | Ukraine      | Rückraum rechts        | 17     | 23 Spiele, 36 Tore (alle Feld)                                                      |
| Linus Skroblien    | Deutschland  | Rückraum Mitte         | 18     | 28 Spiele, 85 Tore (82 Feld, 3 Siebenmeter)                                         |
| Fredrik von Troil  | Finnland     | Rechtsaußen            | 19     | 28 Spiele, 72 Tore (alle Feld)                                                      |
| Benjamin Schulz    | Deutschland  | Linksaußen             | 23     | 29 Spiele, 111 Tore (51 Feld, 60 Siebenmeter), erfolgreichster Torschütze des Teams |
| Jonas Wark         | Deutschland  | Rückraum links         | 31     | 29 Spiele, 92 Tore (alle Feld)                                                      |
| Fiete Berger       | Deutschland  | Kreismitte             | 64     | 30 Spiele, 75 Tore (alle Feld)                                                      |
| Jan Mojzis         | Deutschland  | Kreismitte             | 99     | 10 Spiele, 15 Tore (14 Feld, 1 Siebenmeter)                                         |
| Matti Scheminski   | Deutschland  | Rückraum               |        | 6 Spiele, 12 Tore (alle Feld)                                                       |
| Hannes Werner      | Deutschland  | Rückraum               |        | 1 Spiel, 0 Tore                                                                     |
| Hannes Michaelsen  | Deutschland  | Tor                    |        | 3 Spiele, 0 Tore                                                                    |
| Steffen Fischer    | Deutschland  | Trainer                |        |                                                                                     |

(Stand: 1. September 2023)

### Saison 2024/2025
In der Saison 2024/2025 wird die erste Mannschaft des Stralsunder HV erneut in der 3. Liga antreten.
| Spieler         | bisheriger Verein  | beim SHV ab  | Spieler         | künftiger Verein | ab           |
| --------------- | ------------------ | ------------ | --------------- | ---------------- | ------------ |
| Bastian Freitag | ThSV Eisenach      | Saisonbeginn | Jona Brüggmann  | Pause            | Saisonbeginn |
| Corvin Troschke | Wilhelmshavener HV | Saisonbeginn | Jan Mojžiš      | Karriereende     | Saisonbeginn |
|                 |                    |              | Benjamin Schulz | Karriereende     | Saisonbeginn |

| Name                | Nationalität | Position                        | Nummer | Anmerkungen, Statistik                    |
| ------------------- | ------------ | ------------------------------- | ------ | ----------------------------------------- |
| Paul Uhl            | Deutschland  | Torwart                         | 01     | 23 Spiele                                 |
| Bastian Freitag     | Deutschland  | Torwart                         | 20     | 30 Spiele, 3 Tore                         |
| Finn Scheminski     | Deutschland  | Rückraum rechts                 | 04     | 22 Spiele, 65 Tore                        |
| Fabian Haasmann     | Deutschland  | Rückraum links / Rückraum Mitte | 05     | 27 Spiele, 27 Tore                        |
| Rauls Serafimovičs  | Lettland     | Rückraum Mitte                  | 08     | 30 Spiele, 94 Tore (davon 34 Siebenmeter) |
| Martin Brandt       | Deutschland  | Rückraum links                  | 11     | 12 Spiele                                 |
| Mykyta Tschernakow  | Ukraine      | Rückraum rechts                 | 17     | 28 Spiele, 73 Tore (davon 2 Siebenmeter)  |
| Linus Skroblien     | Deutschland  | Rückraum Mitte                  | 18     | 26 Spiele, 74 Tore                        |
| Jonas Wark          | Deutschland  | Rückraum links                  | 31     | 30 Spiele, 150 Tore                       |
| Matti Scheminski    | Deutschland  | Rückraum links                  | 57     | 27 Spiele, 29 Tore                        |
| Robin Schröter      | Deutschland  | Rechtsaußen                     | 07     | 22 Spiele, 77 Tore                        |
| Florian Pachmann    | Deutschland  | Linksaußen                      | 15     | 30 Spiele, 92 Tore (davon 16 Siebenmeter) |
| Fredrik von Troil   | Finnland     | Rechtsaußen                     | 19     |                                           |
| Corvin Troschke     | Deutschland  | Linksaußen                      | 24     | 30 Spiele, 70 Tore (davon 7 Siebenmeter)  |
| Matej Šagij         | Kroatien     | Kreis                           | 09     | 25 Spiele, 75 Tore (davon 17 Siebenmeter) |
| Fiete Berger        | Deutschland  | Kreis                           | 64     | 29 Spiele, 89 Tore                        |
| Anton Christlieb    | Deutschland  |                                 |        | 2 Spiele, 2 Tore                          |
| Benjamin Schulz     | Deutschland  |                                 |        | 3 Spiele, 2 Tore                          |
| Fiete Strüwing      | Deutschland  |                                 |        | 7 Spiele, 2 Tore                          |
| Laurent Thämlitz    | Deutschland  | Rechtsaußen                     |        | 2 Spiele, ein Tor                         |
| Justin Metzlaff     | Deutschland  |                                 |        | ein Spiel                                 |
| Johann Felix Kramer | Deutschland  |                                 |        | ein Spiel                                 |
| Mattis Kirk Bowitz  | Deutschland  |                                 |        | 2 Spiele                                  |
| Kai Michaelsen      | Deutschland  |                                 |        | 3 Spiele                                  |
| Jonas Tramp         | Deutschland  | Torwart                         |        | 10 Spiele                                 |
| Silvio Krause       | Deutschland  | Trainer                         | –      |                                           |

(Stand: 29. Mai 2025)

### Saison 2025/2026
Auch in der Saison 2025/2026 wird die erste Mannschaft des Stralsunder HV in der 3. Liga antreten.
| Spieler             | bisheriger Verein  | beim SHV ab  | Spieler            | künftiger Verein | ab           |
| ------------------- | ------------------ | ------------ | ------------------ | ---------------- | ------------ |
| Paul Schmischow     | SC DHfK Leipzig    | Saisonbeginn | Martin Brandt      | Karriereende     | Saisonbeginn |
| Julian Ohm          | SV Anhalt Bernburg | Saisonbeginn | Fabian Haasmann    | Karriereende     | Saisonbeginn |
| Kevin Szép Kis      | HG Saarlouis       | Saisonbeginn | Paul Uhl           | ?                | Saisonbeginn |
| Marius Göbner       | HSG Wetzlar        | Saisonbeginn | Rauls Serafimovičs | ?                | Saisonbeginn |
| Volodymyr Shcherban | RK Mistra          | Saisonbeginn | Finn Scheminski    | HC Empor Rostock | Saisonbeginn |
| Oliver Graczyk      | HSC 2000 Coburg    | Saisonbeginn | Bastian Freitag    | ThSV Eisenach    | Saisonbeginn |
|                     |                    |              | Matti Scheminski   | ?                | Saisonbeginn |

| Name                | Nationalität | Position       | Nummer | Anmerkungen, Statistik |
| ------------------- | ------------ | -------------- | ------ | ---------------------- |
| Paul Schmischow     | Deutschland  | Rückraum       |        |                        |
| Julian Ohm          | Deutschland  | Tor            |        |                        |
| Kevin Szép Kis      | Deutschland  | Rückraum       |        |                        |
| Marius Göbner       | Deutschland  | Tor            |        |                        |
| Volodymyr Shcherban | Ukraine      | Rückraum links |        |                        |
| Oliver Graczyk      | Deutschland  | Kreis          |        |                        |
|                     | …            |                |        |                        |
| Silvio Krause       | Deutschland  | Trainer        | –      |                        |

(Stand: 24. April 2025)

## Spieler und Trainer (Übersicht)
Hier eine Aufstellung der Spieler und Trainer der ersten Herren-Mannschaft des Stralsunder HV:
| Name                      | Herkunftsland | Position                 |
| ------------------------- | ------------- | ------------------------ |
| Lewschin, Igor            | Russland      | TW                       |
| Kümmel, Olaf              | Deutschland   | TW                       |
| Ianoș, Liviu              | Rumänien      | TW                       |
| Berka, Milan              | Tschechien    | RM                       |
| Brůna, Michal             | Tschechien    | RL                       |
| Efstathiadis, Marios      | Zypern        | RL                       |
| Präkels, Sven             | Deutschland   | RL                       |
| Effenberger, Marcel       | Deutschland   | RL                       |
| Ehlers, Torben            | Deutschland   | RR                       |
| Farkaš, Tomislav          | Kroatien      | LA                       |
| Ninčević, Ivan            | Kroatien      | LA                       |
| Müller, Johannes          | Deutschland   | LA                       |
| Vetter, Christoph         | Deutschland   | LA                       |
| Anclais, Danny            | Deutschland   | RA                       |
| Köhler, Michael           | Deutschland   | RA                       |
| Samaras, Nicolaos         | Griechenland  | RA                       |
| Strack, Stefan            | Deutschland   | K                        |
| Göde, Rico                | Deutschland   | K                        |
| Herholc, Felix            | Deutschland   | TW                       |
| Herold, Simon             | Deutschland   | TW                       |
| Schwerin, Christian       | Deutschland   | RL                       |
| Chantziaras, Konstantinos | Griechenland  | RR                       |
| Brandt, Martin            | Deutschland   | LA                       |
| Hinz, Benjamin            | Deutschland   | RL                       |
| Gudz, Mirosław            | Polen         | K                        |
| Lībergs, Mārtiņs          | Lettland      | RR                       |
| Tsilimparis, Konstantinos | Griechenland  | TW                       |
| Hrubý, Petr               | Tschechien    | K                        |
| Hoffmann, Eric            | Deutschland   | RA                       |
| Schwarz, Christian        | Deutschland   | K                        |
| Schläger, Jörn            | Deutschland   | RR                       |
| Schneider, Holger         | Deutschland   | Trainer                  |
| Vaněk, Zdeněk             | Tschechien    | RR                       |
| Vaněk, Zdeněk             | Tschechien    | Trainer                  |
| Caillat, Christian        | Frankreich    | RL                       |
| Kibat, Nico               | Deutschland   | RM                       |
| Jørgensen, Jan            | Dänemark      | RR                       |
| Wahl, Frank               | Deutschland   | LA                       |
| Henke, Norbert            | Deutschland   | Trainer                  |
| Jahns, Michael            | Deutschland   | RL                       |
| Demovič, Stanislav        | Slowakei      | RR                       |
| Pistolesi, Anthony        | Frankreich    | RR                       |
| Seegert, Olaf             | Deutschland   | RR                       |
| Strauch, Stefan           | Deutschland   | K                        |
| Shamkuts, Aliaksandr      | Belorussland  | K                        |
| Lindt, Benny              | Deutschland   | RL                       |
| Skerka, Tobias            | Deutschland   | RL                       |
| Răduță, Titel             | Rumänien      | RR                       |
| Ney, Enrico               | Deutschland   | TW                       |
| Liesche, Ronny            | Deutschland   | LA                       |
| Ganschow, Karsten         | Deutschland   | RL                       |
| Töllner, Ivo              | Deutschland   | R                        |
| Thorvardarson, Haraldur   | Island        | K                        |
| Mogensen, Tino            | Dänemark      | RL                       |
| Genz, André               | Deutschland   | RR                       |
| Luca, Florin              | Rumänien      | RR                       |
| Hladký, Richard           | Tschechien    | RR                       |
| Prokopec, Pavel           | Tschechien    | RL                       |
| Latchimy, Bernard         | Frankreich    | RR                       |
| Michalewicz, Jörg         | Deutschland   | A                        |
| Grgić, Danijel            | Kroatien      | RR                       |
| Szep Kis, Krisztian       | Ungarn        | RR                       |
| Ney, Sylvio               | Deutschland   | RM                       |
| Dau, Markus               | Deutschland   | K                        |
| Philippen, Michael        | Deutschland   |                          |
| Ganzert, Ulf              | Deutschland   |                          |
| Dähmlow, Martin           | Deutschland   |                          |
| Tomić, Boris              | Kroatien      |                          |
| Olsson, Niklas            | Dänemark      |                          |
| Kühl, Timo                | Deutschland   |                          |
| Groth, Torsten            | Deutschland   |                          |
| Meinshausen, Michael      | Deutschland   |                          |
| Philippen, Michael        | Deutschland   | Trainer                  |
| Ganzert, Ulf              | Deutschland   | Trainer                  |
| Schäger, Jörn             | Deutschland   | Trainer                  |
| Bergmeier, Klaus          | Deutschland   | Trainer, Physiotherapeut |
| Wendland, Mustafa         | Deutschland   | TW                       |
| Reverdy, Yannick          | Frankreich    | R                        |
| Brümmer, Bernd            | Deutschland   | TW                       |
| Gogg, Winfried            | Deutschland   | LA                       |
| Winnen, Gerit             | Deutschland   |                          |
| Hadžiabdić, Muzafer       | Serbien       | RR                       |
| Paljar, Egon              | Kroatien      |                          |
| Dübener, Christoph        | Deutschland   | RL                       |
| Vaněk, Jakub              | Tschechien    | RL                       |
| Mittmann, Rico            | Deutschland   | RR, RA                   |
| Jost, Tim                 | Deutschland   | R, RA                    |
| Machel, André             | Deutschland   | KM                       |
| Pischke, Tim              | Deutschland   | LA, RM                   |
| Suszka, Marek             | Polen         | R                        |
| Klisczyk, Filip           | Polen         | RL                       |
| Schmidt, Peter            | Deutschland   | K                        |
| Rumniak, Sebastian        | Polen         | RR                       |
| Hintze, Maik              | Deutschland   | TW                       |
| Kokoszka, Aleksander      | Polen         | RL, RR                   |
| Bašić, Marijan            | Kroatien      | RM, RL, RR               |
| Baresel, Kai              | Deutschland   | LA, RM                   |
| Milošević, Rajko          | Serbien       | TW                       |
| Anclais, Danny            | Deutschland   | Trainer                  |
| Werner, Hannes            | Deutschland   | RM                       |
| Kladek-Markau, Lucas      | Deutschland   | RA                       |
| Ligarzewski, Szymon       | Polen         | TW                       |
| Turkia, Giorgi            | Georgien      |                          |
| Hoffmann, Martin          | Deutschland   | RA                       |
| Świątek, Adam             | Polen         | RR                       |
| Kaden, Nick               | Deutschland   | KM                       |
| Domning, Ole              | Deutschland   | LA                       |
| Escher, Tim               | Deutschland   | TW                       |
| Malitz, Tobias            | Deutschland   | TW                       |
| Olejniczak, Jakub         | Polen         | RL                       |
| Hünerbein, Marc           | Deutschland   | LA                       |
| Sadewasser, Maic          | Deutschland   | K                        |
| Tippelt, Fynn             | Deutschland   | RM, RL, RR               |
| Landwehrs, Kay            | Deutschland   | R                        |
| Zemlin, Florian           | Deutschland   | RM                       |
| Trupp, Johannes           | Deutschland   | RA                       |
| Ehlers, Jon               | Deutschland   | RM, RL                   |
| Schmidt, Patrick          | Deutschland   | RR                       |
| Haasmann, Fabian          | Deutschland   | RL                       |
| Mißling, Maximilian       | Deutschland   | RR                       |
| Skroblien, Linus          | Deutschland   | RM                       |
| Prüter, Ole               | Deutschland   | K                        |
| Obst, Corvin              | Deutschland   | LA, RM                   |
| Fischer, Sven             | Deutschland   | Trainer                  |
| Komínek, Jan              | Deutschland   | TW                       |
| Brüggmann, Jona           | Deutschland   | TW                       |
| Pachmann, Florian         | Deutschland   | LA                       |
| Berger, Fiete             | Deutschland   | K                        |
| Tsuyama, Hiromi           | Japan         | RM, RR                   |
| Witte, Leon               | Deutschland   | RM                       |